# Disastro di Černobyl'
Il disastro di Černobyl' è un incidente nucleare avvenuto nella centrale nucleare di Černobyl' all'ora locale 1:23 del 26 aprile 1986 in seguito all'esplosione del reattore 4. È ritenuto il più grave incidente della storia dell'energia nucleare e l'unico, insieme a quello di Fukushima del 2011, a essere classificato al settimo livello, il massimo, della scala di catastroficità INES.
Nonostante il nome del luogo con cui il disastro passò alla storia, una località a circa 100 km a nord di Kiev, nell'allora Repubblica Socialista Sovietica Ucraina poco distante dal confine con la Bielorussia, l'impianto ricade nella municipalità di Pryp"jat', da cui dista circa 3 km, mentre Černobyl' ne dista circa 18. Dal 1986, Pryp"jat' è una città fantasma e Černobyl' si è notevolmente spopolata.

## Gli eventi
Alla base del disastro vi sarebbero stati errori di procedura nel corso di un test di sicurezza sul reattore numero 4 della centrale, finalizzato a ottenere la definitiva omologazione dell'impianto. Il test consisteva nel verificare la possibilità di alimentare le pompe del sistema di raffreddamento anche in caso di black-out elettrico, utilizzando l'elettricità prodotta dal movimento inerziale delle turbine per il tempo necessario ad attivare i gruppi di generazione diesel/diesel-elettrici di emergenza.
Test identici erano già stati condotti in passato: dal 1982 se ne erano tenuti tre, con esito negativo. Il test che provocò l'incidente era stato posticipato di dieci ore rispetto all'orario programmato, ciò implicò che il personale di turno che si trovò a compierlo non era la stessa squadra che si era preparata allo scopo. Nel periodo precedente al test, il reattore era stato mantenuto a una potenza ridotta per molte ore. Durante il lasso di tempo che precedeva lo spegnimento previsto dal test, la potenza del reattore venne ulteriormente abbassata e durante la prova fu ulteriormente sollecitato fino a raggiungere condizioni instabili. La perdita di potenza del reattore per ragioni accidentali andò molto oltre le intenzioni degli operatori e oltrepassò i limiti di sicurezza, anche a causa di un fenomeno detto avvelenamento da xeno, che mascherava la reale attività del reattore. Anziché interrompere il test e spegnere immediatamente il reattore come imposto dai protocolli, si decise di continuare la procedura, contravvenendo alle raccomandazioni di sicurezza. Con l'intento di ottenere nuovamente una potenza sufficiente per procedere, gli operatori estrassero quasi tutte le barre di controllo. Il reattore divenne così ulteriormente instabile. Tale condizione può essere stata la causa per la quale i tecnici decisero di abortire il test compiendo la manovra di spegnimento istantaneo (procedura SCRAM) tramite attivazione del pulsante detto AZ-5. Ci sono però versioni divergenti su quest'ultimo punto: una versione oggi più accreditata è quella in linea con le testimonianze secondo le quali lo spegnimento istantaneo non fu deciso allo scopo di interrompere il test, bensì era il passaggio previsto a normale conclusione della procedura.       
La precisa scansione temporale degli eventi immediatamente precedenti e successivi all'istante dello spegnimento è stata oggetto di ricostruzioni divergenti: il dato certo è che, in corrispondenza dell'inizio della manovra d'emergenza, il reattore non si spense e anzi guadagnò ulteriormente potenza, in modo rapidissimo e molto oltre ogni limite di sicurezza. Fu proprio la manovra di spegnimento istantaneo mediante il pulsante AZ-5 il fattore che, in tali condizioni del reattore, causò l'esplosione. Ciò fu dovuto a un grave difetto di progettazione delle barre di controllo, che non erano costruite in boro per la loro intera lunghezza, bensì erano dotate di "estensori" in grafite che ne costituivano le estremità. L'inserimento immediato di tutte le barre di controllo causò, anziché lo spegnimento previsto, un aumento esponenziale della potenza: l'improvviso surriscaldamento del nocciolo fu tale da deformare i condotti di discesa e bloccare il movimento delle barre, con gli estensori di grafite all'interno. In pochissimi secondi la potenza superò i 30 GW, cioè 10 volte il massimo previsto, producendo grandi volumi di gas la cui pressione causò un'esplosione che proiettò in aria il pesantissimo coperchio di cemento e acciaio del reattore, il quale ricadde verticalmente sull'apertura lasciando il recipiente scoperchiato. Subito dopo seguì una seconda, potentissima esplosione, causata dall'ignizione dell'idrogeno e dalla polvere di grafite espulsi dal reattore e mescolatisi con l'ossigeno dell'aria, che distrusse l'edificio. La grafite contenuta nel nocciolo, in gran parte polverizzato e completamente esposto all'atmosfera, prese poi fuoco e l'incendio si estese alle strutture adiacenti.
Una nuvola di materiale radioattivo fuoriuscì dal reattore numero 4 e ricadde su vaste aree intorno alla centrale, contaminandole pesantemente. Gli incendi delle strutture ebbero effetti catastrofici di contaminazione atmosferica. I vigili del fuoco dalle vicine stazioni di Pryp"jat' e Černobyl', prontamente intervenuti, domarono gli incendi, ma non poterono comunque spegnere il nocciolo e bloccare completamente l'emissione radioattiva; pertanto le autorità, nei giorni successivi, utilizzarono elicotteri militari per coprire il nocciolo con sabbia e boro. Di fronte alla gravità estrema dei livelli di contaminazione dei territori circostanti fu ordinata l'evacuazione di circa 336 000 persone e, in seguito, il loro reinsediamento in altre zone.
Le autorità sovietiche all'inizio non divulgarono la notizia, ma dovettero ammettere l'incidente dopo alcuni giorni, quando l'aumento anomalo delle radiazioni atmosferiche fu rilevato in Svezia e la notizia si diffuse a livello internazionale. Vi furono pesanti conseguenze politiche, sia internazionali sia interne, per la credibilità e il prestigio tecnico-scientifico dell'Unione Sovietica. Le nubi radioattive raggiunsero in pochi giorni anche l'Europa orientale, la Finlandia e la Scandinavia, toccando, con livelli di radioattività inferiori, anche l'Italia, la Francia, la Germania, la Svizzera, l'Austria e la penisola balcanica, fino a porzioni della costa orientale del Nord America, provocando un allarme generale e grandi polemiche.
Un rapporto del Chernobyl Forum redatto da agenzie dell'ONU (OMS, UNSCEAR, IAEA e altre) conta 65 morti accertati e più di 4 000 casi di tumore della tiroide fra quelli che avevano fino a 18 anni al tempo del disastro, larga parte dei quali attribuibili alle radiazioni; la maggior parte dei casi è stata trattata con prognosi favorevoli, con soli 15 decessi dal 2002.
I dati ufficiali sono contestati dalle associazioni antinucleariste, fra le quali Greenpeace, che ipotizzano fino a 6000000 decessi su scala mondiale nel corso di 70 anni, contando tutte le tipologie di tumori. Il gruppo dei Verdi al parlamento europeo, pur concordando con il rapporto ufficiale ONU sul numero dei morti accertati, lo contesta sulle morti presunte, che stima in 30 000-60 000.

## La natura dell'incidente

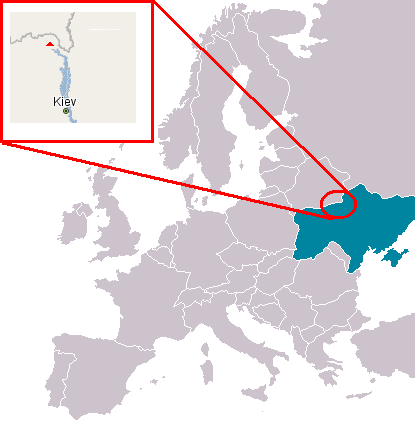
Localizzazione della centrale di Černobyl' (triangolo rosso)

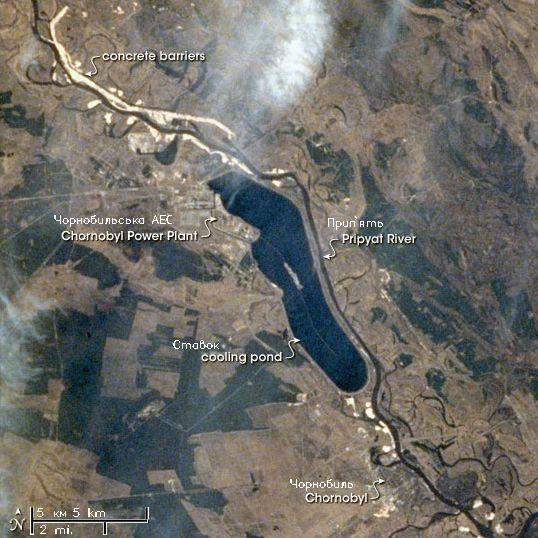
Area di Černobyl'

Alle ore 1:23:45 UTC+4 del 26 aprile 1986, il reattore numero 4 esplose. Vi furono due distinte esplosioni a distanza di pochi secondi l'una dall'altra. La prima fu una liberazione di vapore surriscaldato ad altissima pressione che lanciò verso l'alto il disco di copertura in acciaio e cemento pesante oltre 1 000 tonnellate (in seguito soprannominato "Elena") che chiudeva il contenitore cilindrico del nocciolo del reattore. Il disco ricadde verticalmente sull'apertura lasciando il reattore scoperto. Si ritiene che gran parte del nocciolo, forse l'80%, sia stato frantumato ed espulso dal recipiente in questa esplosione. Pochi secondi dopo, la nube di idrogeno e polvere di grafite ad altissima temperatura sprigionati dal nocciolo, entrando a contatto con l'aria, produsse una seconda e più violenta esplosione, che distrusse gran parte dell'edificio. Seguì un violento incendio di grafite, sia quella rimasta all'interno del recipiente sia quella scagliata intorno all'edificio, i cui frammenti incandescenti appiccarono vari focolai anche alle coperture bituminose degli edifici contigui. L'incendio per alcune ore disperse nell'atmosfera un'enorme quantità di isotopi radioattivi, i prodotti di reazione fissili contenuti all'interno. Fu il primo incidente nucleare classificato come livello 7, il massimo livello della scala INES degli incidenti nucleari.
Le esplosioni non furono di tipo nucleare (non si trattò di una reazione a catena incontrollata di fissione nucleare come nelle bombe atomiche) bensì furono termochimiche: il surriscaldamento del nocciolo, dovuto all'improvvisa perdita di controllo sulla reazione nucleare, portò al raggiungimento di una temperatura elevatissima che fece arrivare la pressione del vapore dell'impianto di raffreddamento a un livello esplosivo. Si erano innescate, inoltre, reazioni fra le sostanze chimiche contenute (acqua e metalli), in particolare la scissione dell'acqua in ossigeno e idrogeno, catalizzata dallo zirconio presente nelle tubazioni del nocciolo, per effetto delle temperature raggiunte, che contribuirono a sviluppare i grandi volumi di gas altamente infiammabile che diedero luogo alla seconda esplosione.
L'istituzione delle Nazioni Unite chiamata UNSCEAR (United Nations Scientific Committee on the Effects of Atomic Radiation, Comitato scientifico delle Nazioni Unite per lo studio degli effetti delle radiazioni ionizzanti) ha condotto per 20 anni una dettagliata ricerca scientifica ed epidemiologica sugli effetti del disastro. A parte i 57 decessi diretti, l'UNSCEAR ha predetto fino a 4 000 casi di tumori da attribuire all'incidente.
L'UNSCEAR ha affermato:
Tuttavia, il tumore della tiroide è generalmente trattabile. Con un trattamento appropriato, il tasso di sopravvivenza per tumori della tiroide è del 96% nei primi cinque anni, e del 92% dopo 30 anni.

## La centrale

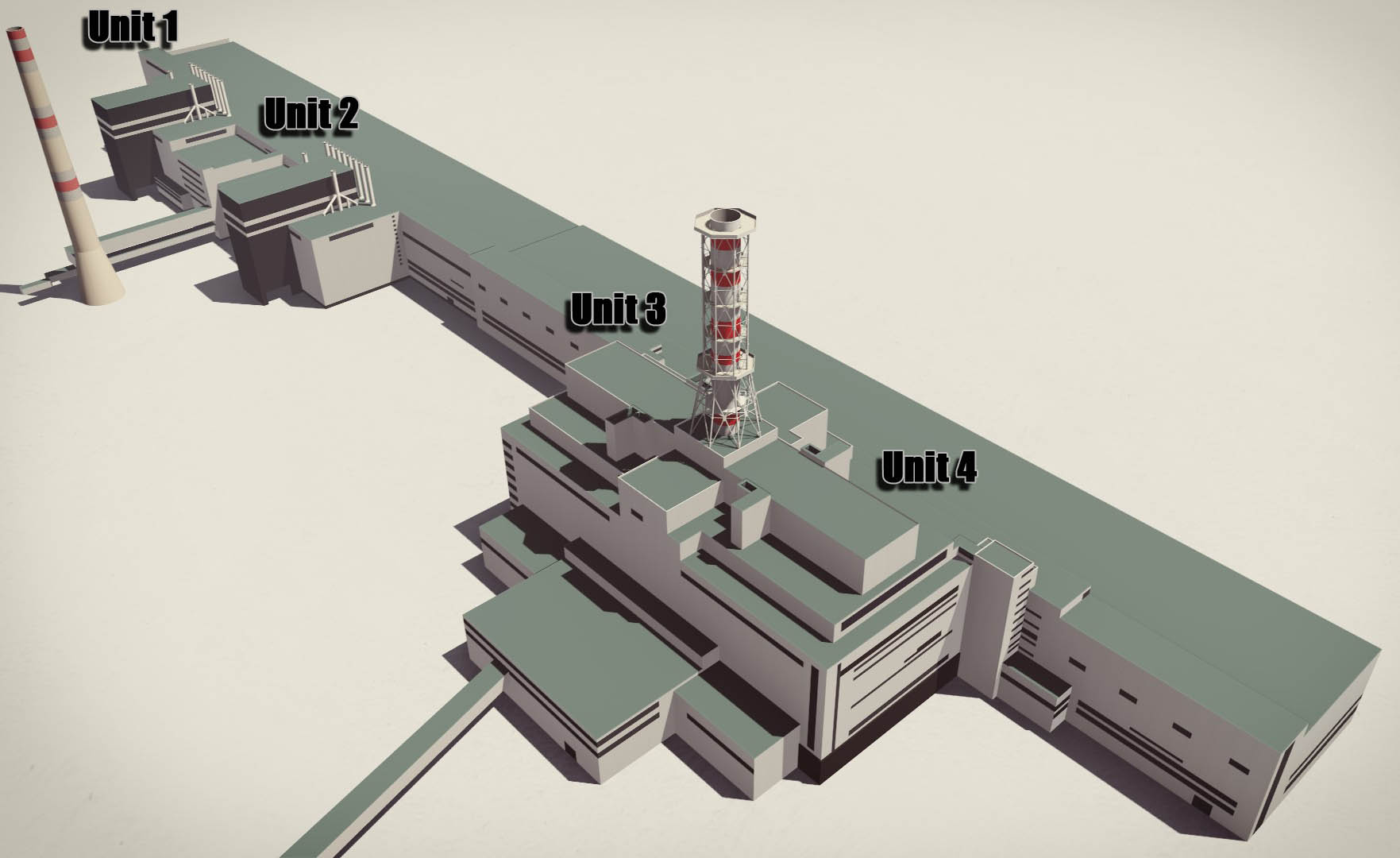
Riproduzione della centrale nucleare di Černobyl' come appariva nel 1986

La centrale di Černobyl' situata vicino all'insediamento di Pryp"jat', nella Repubblica Socialista Sovietica Ucraina, 18 km a nord-ovest della città di Černobyl' e 130 km a nord della capitale, Kiev, dista 16 km dal confine con la Bielorussia. L'impianto era composto da quattro reattori, ognuno in grado di produrre 1 gigawatt di potenza elettrica (3,2 gigawatt di potenza termica); i quattro reattori producevano circa il 10% dell'elettricità ucraina. Ha un'architettura pressoché identica a quella di altre centrali nucleari costruite negli anni '70 nel territorio dell'Unione Sovietica (come ad esempio quelle di Smolensk e Kursk): i reattori numero 3 e numero 4, i più moderni, sono accoppiati in un grande edificio e separati da una torre di raffreddamento centrale dotata di struttura esterna a traliccio, gli altri due reattori invece hanno edifici più piccoli di più vecchia costruzione. I locali turbine sono riuniti in un unico grande edificio, un capannone lineare a più piani attiguo a tutti i reattori, lungo circa 600 metri e allineato in senso est-ovest. La costruzione dell'impianto ebbe inizio negli anni settanta: il reattore numero 1 fu consegnato nel 1977, seguito dai reattori 2 (1978), 3 (1981) e 4 (1983). Altri due reattori (i 5 e 6, da 1 GW elettrico ciascuno) erano in fase di costruzione quando si verificò l'incidente.

Ricostruzione 3D del Reattore numero 4 all'interno della sala della centrale di Černobyl' con gli impianti delle pompe principali

I reattori erano di tipo RBMK-1000, un reattore a canali, moderato a grafite e refrigerato ad acqua. L'acronimo RBMK sta per reaktor bol'šoj moščnosti kanal'nyj (реактор большой мощности канальный, РБМК) ovvero "reattore ad alta potenza a canali", un modello di reattore moderno diffuso nelle centrali dell'Unione Sovietica. Si tratta di un reattore con dimensioni fisiche molto grandi rispetto agli standard occidentali (con l'eccezione dei reattori britannici); il suo recipiente primario è un cilindro che internamente misura 14,8 metri di diametro e 9,75 metri in altezza. L'unità calorifera (nocciolo) è un assemblaggio cilindrico, del diametro di quasi 12 metri e alto 7 metri, che contiene circa 1700 tonnellate di grafite in mattoni traforati, in cui sono inserite le barre con gli assemblaggi di combustibile e le barre di controllo.
Una caratteristica di questi reattori è quella di avere un coefficiente di vuoto positivo alle basse potenze, ovvero, in caso di funzionamento a regime basso, con l'aumentare della temperatura del refrigerante in questo si formano sacche di vapore (i "vuoti") che causano l'aumento, anziché la diminuzione, della reazione a catena. Questa caratteristica è comune anche con alcuni reattori occidentali CANDU.
Alle basse potenze, inoltre, il reattore può divenire instabile anche a causa dell'avvelenamento da xeno, un gas rilasciato come sottoprodotto della fissione nucleare che durante il funzionamento normale del reattore è "bruciato" senza possibilità di accumularsi. L'accumulo di xeno costituisce un noto problema poiché questo è un assorbitore di neutroni e può quindi mascherare la reale attività del reattore.
In un ipotetico reattore "intrinsecamente sicuro", se il liquido refrigerante mancasse, il reattore dovrebbe essere in grado di spegnersi autonomamente senza interventi umani o meccanici. Nei reattori con uno standard di sicurezza accettabile devono essere comunque evitate caratteristiche costruttive che implichino un aumento della reazione in caso di malfunzionamento. Il reattore RBMK ha anche un coefficiente di potenza (la risultante fra il coefficiente di vuoto e il coefficiente di carburante) positivo, cioè, al crescere della potenza termica erogata, aumenta la reazione nucleare nel nocciolo. Infatti all'aumentare della temperatura aumenta il coefficiente di carburante che riguarda la sezione d'urto per la cattura di uranio e plutonio. Se questo tipo di reattore restava a lungo sotto la soglia di 700 MW, cioè circa un terzo della potenza termica normale, il sistema diventava instabile per effetto dell'accumulazione dello xeno.

Schema del reattore RBMK

Lo scopo del reattore era la produzione di elettricità per uso civile e di plutonio per uso militare. Per aumentare l'efficienza del sistema erano state adottate soluzioni tecniche che di fatto ne diminuivano la sicurezza, ad esempio la scelta della grafite come moderatore accoppiata all'uso dell'acqua leggera come refrigerante, soprattutto per migliorare l'economia neutronica e facilitare quindi la produzione di plutonio-239; era noto ai progettisti che i coefficienti di vuoto e potenza positivi, in aggiunta a un refrigerante che assorbe i neutroni, come l'acqua, unito a un moderatore solido (grafite), erano caratteristiche che in determinate condizioni avrebbero potuto rendere instabile il reattore. Le grandi dimensioni del reattore, inoltre, insieme alla necessità di ricambio frequente di carburante per la coltivazione del plutonio, hanno spinto i costruttori a non dotare questi sistemi di un vero contenitore biologico secondo lo schema tipico dei reattori occidentali, una barriera fisica che, per le dimensioni richieste, sarebbe risultata estremamente costosa. Infine, come fu osservato nel rapporto INSAG-7 dell'AIEA successivo all'incidente, la gestione degli impianti nucleari in Unione Sovietica era conformata a protocolli che tendevano a dare priorità a considerazioni economiche in circostanze dove vi erano opzioni di privilegiare la sicurezza, e contestualmente trasferivano sul personale dell'impianto la responsabilità di scelte legate alla sicurezza.
Poco dopo il suo completamento era stata aperta un'indagine a cura del KGB per verificare carenze strutturali e l'eventuale povertà di materiali usati. Lo stesso presidente di allora del KGB, Viktor Michajlovič Čebrikov, in seguito si assunse la responsabilità di verificare di persona la correzione degli errori strutturali.

## L'incidente
Il 26 aprile 1986 alle ore 1:23:40 locali la centrale stava effettuando un test di sicurezza; si voleva verificare se, in assenza di alimentazione esterna, la turbina accoppiata all'alternatore potesse continuare a produrre energia elettrica per alimentare le pompe di circolazione, sfruttando l'inerzia del gruppo turbo-alternatore anche quando il circuito di raffreddamento non producesse più vapore. Per consentire l'esperimento furono disabilitati alcuni circuiti di emergenza. Il test mirava a colmare il lasso di tempo di 60 secondi che intercorreva tra l'interruzione di produzione di energia elettrica del reattore e l'intervento del gruppo elettrogeno diesel di emergenza. Questo avrebbe aumentato la sicurezza dell'impianto, che avrebbe provveduto da solo a far girare l'acqua nel circuito di raffreddamento fino ad avvenuto raggiungimento di regime del gruppo.

### Le cause
Riguardo alle cause dell'incidente esistono due tesi: la prima, nel rapporto pubblicato dalle autorità nell'agosto 1986, attribuiva la responsabilità interamente agli operatori dell'impianto; la seconda, pubblicata nel 1991, evidenziava anche le gravi debolezze intrinseche di progettazione del reattore nucleare RBMK; un elemento importante, tra gli altri, risulta essere un errore nella progettazione delle barre di controllo. Le conclusioni delle inchieste appaiono contrastanti ma, a prescindere dalle valutazioni di responsabilità riguardo singole persone o azioni umane, i dati accertati sono che, nel suo complesso, l'evento fu il risultato di un'impressionante somma di fattori di rischio, una catena di errori e mancanze, riguardanti sia le caratteristiche intrinseche fondamentali del tipo di macchina, sia errori di progetto in alcuni particolari meccanici, sia il sistema di gestione economico e amministrativo laddove la centrale elettrica era priva di personale qualificato e aggiornato sulle caratteristiche dell'impianto, infine per la scelta del personale direttivo di effettuare un rischioso "esperimento" che, essenzialmente, portò all'incidente, poiché effettuato con errori di coordinamento e manovre particolarmente incaute e sfortunate.
Un dato importante è che gli operatori della centrale ignoravano i problemi tecnici del reattore. Secondo uno di loro, Anatolij Djatlov, i progettisti sapevano che il reattore in certe condizioni era pericoloso ma lo avevano nascosto intenzionalmente ai tecnici. Le caratteristiche del reattore RBMK non dovevano essere rese note al pubblico o a operatori civili, essendo trattate dalle autorità come questioni militari. Per giunta, il personale dell'impianto era composto per la maggior parte da operatori non qualificati per il reattore RBMK. Il direttore, V. P. Brjuchanov, aveva esperienza di impianti a carbone così come il capo ingegnere, Nikolaj Fomin, proveniva da impianti convenzionali, e Anatolij Djatlov, capo ingegnere dei reattori 3 e 4, aveva solo una limitata esperienza con reattori nucleari (per lo più su piccoli esemplari di reattori VVER progettati per i sottomarini nucleari sovietici).
Indagini sulle cause furono svolte anche da una Commissione internazionale costituita dal'IAEA subito nel 1986 e poi in anni successivi. Alla prima indagine partecipò per l'Italia Giorgio Ferrari.
I principali fattori determinanti furono:

#### Fattori tecnici
- Il reattore RBMK ha un coefficiente di vuoto positivo; questo significa che le bolle di vapore, che si formano nell'acqua usata come refrigerante, incrementano la reazione nucleare. Ciò diviene rilevante alle basse potenze, quando il coefficiente positivo di vuoto non è compensato da altri fattori, rendendo il reattore instabile e pericoloso in tali condizioni.
- Il reattore RBMK presentava un difetto nelle barre di controllo (oggi corretto). Normalmente inserendo le barre di controllo in un reattore nucleare si riduce la reazione. Nel reattore RBMK, le barre di controllo terminano con gli "estensori" (la parte finale lunga circa 1 metro) in grafite, mentre la parte funzionale, che riduce la reazione assorbendo neutroni, è in carbonato di boro, rivestita di grafite. Questo significa che quando si inseriscono le barre, gli estensori rimpiazzano l'acqua refrigerante (che assorbe neutroni) con la grafite (che fa da moderatore di neutroni) e quindi inizialmente, per pochi secondi, si ottiene un significativo incremento della reazione, comportamento contro-intuitivo ignoto agli operatori della centrale. Tale anomalia aveva già creato un problema nel 1983 nella centrale nucleare di Ignalina, in Lituania, con un reattore dello stesso tipo.
- Le condotte dell'acqua nel nocciolo scorrono in direzione verticale (come peraltro in moltissimi tipi di reattori). Questo crea un gradiente di temperatura nei tubi (la temperatura dell'acqua aumenta salendo); il sistema di raffreddamento diviene sempre meno efficiente all'aumentare della temperatura (il "tappo" di acqua più calda nella cima delle tubazioni riduce l'efficacia del refrigerante).

#### Errori umani

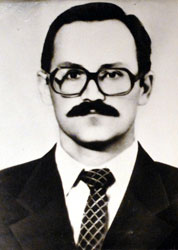
Aleksandr Akimov

Il direttore dell'esperimento, Anatolij Djatlov, commise gravissime violazioni delle procedure, e ciò, unitamente a un contesto di scarsa comunicazione tra addetti alla sicurezza e operatori che dovevano condurre l'esperimento, contribuì all'incidente. L'operatore Aleksandr Akimov obiettò ad alcune decisioni di Djatlov che violavano i parametri di sicurezza, ma fu minacciato di licenziamento. Dunque, gli operatori Aleksandr Akimov e Leonid Toptunov:
- Disattivarono i principali sistemi di sicurezza del reattore, tra cui l'impianto di raffreddamento di emergenza e il blocco automatico, azioni proibite dai manuali operativi dell'impianto. A quanto pare l'ordine di questa condotta veniva direttamente da Nikolaj Fomin, ed è da correlarsi alla sua incompetenza in materia di energia nucleare.
- Decisero di rialzare la potenza del reattore, e procedere ugualmente all'esperimento, anche dopo che si era manifestato un avvelenamento da xeno, circostanza che avrebbe dovuto comportare la cancellazione del test.
- Secondo il rapporto dell'agosto 1986 della commissione governativa, gli operatori estrassero dal nocciolo completamente 205 delle 211 barre di controllo presenti, lasciando inserite quindi soltanto 6 barre. Anche questa condizione era vietata dai manuali operativi che ponevano assolutamente a 26 il minimo di barre per la sicurezza del reattore RBMK-1000.[13]

#### Il precedente
Quattro anni prima, nel 1982, il reattore numero 1 dello stesso impianto, sempre a causa di manovre errate effettuate dai tecnici, aveva subito la distruzione di un elemento del nocciolo. L'esplosione, molto più piccola di quella del 26 aprile 1986, aveva rilasciato radioattività nell'atmosfera, ma il fatto non era stato reso pubblico prima dell'incidente del 1986, e non era noto nei dettagli agli operatori del reattore numero 4. È plausibile che la segretezza intorno all'incidente possa essere correlata proprio agli "estensori" in grafite, e al fatto che gli approfondimenti tecnici sul reattore erano classificati come materia militare e in generale non venivano condivisi con gli operatori. All'epoca, perciò, non erano state adottate misure di sicurezza nemmeno sulla scorta del precedente, e l'impianto non era stato adeguato per far fronte a eventuali successivi problemi.

### Gli eventi

#### L'inizio del test
Il 25 aprile 1986 era programmato lo spegnimento del reattore numero 4 per normali operazioni di manutenzione. In occasione di questa prevista fermata si decise di eseguire un test per valutare la capacità del gruppo turbine/alternatore di generare, attraverso l'energia cinetica della rotazione per inerzia delle turbine, elettricità sufficiente per alimentare i sistemi di sicurezza e di raffreddamento anche in assenza di produzione di vapore dal reattore nella primissima fase di transizione in attesa dell'attivazione dei generatori di emergenza, simulando uno scenario di improvvisa mancanza dell'alimentazione elettrica esterna. I reattori come quello di Černobyl' (ma normalmente anche altri tipi di impianto) hanno generatori diesel di emergenza a questo scopo, che però non sono avviabili istantaneamente e richiedono circa 60 secondi per entrare in funzione. Il test era già stato condotto su un altro reattore, ma con tutti i sistemi di sicurezza attivi e in condizioni operative differenti, e aveva dato esito negativo, ovvero l'energia elettrica prodotta sfruttando la sola inerzia delle turbine era insufficiente ad alimentare le pompe. Erano state apportate quindi migliorie alle turbine, che richiedevano un nuovo test di verifica.
Il test ebbe inizio sotto la responsabilità del capoturno della sala di controllo, Igor' Kazackov, subentrato alle ore 8 del 25 aprile; al suo arrivo il reattore dell'unità 4 era già stato in parte rallentato, ed essendo state inserite quasi tutte le barre di controllo, la sua potenza era stata ridotta a 1.600 MWt. Kazackov seguì il programma del test e diede ordine di disabilitare il sistema d'emergenza di raffreddamento; la procedura avrebbe dovuto essere effettuata manualmente dagli operatori che quindi procedettero a chiudere le grandi valvole delle tubature dell'acqua di raffreddamento. L'operazione si concluse alle ore 14 e si prevedeva di procedere al test entro 15 minuti.
A questo punto tuttavia il programma subì un ritardo. Il gestore della rete elettrica della regione di Kiev, che riceveva l'energia dalla centrale, segnalò la necessità di mantenere elevata la potenza del reattore per qualche ora ancora per supplire alla carenza di fornitura di elettricità proveniente dalla centrale nucleare dell'Ucraina meridionale che, avendo avuto un guasto, aveva interrotto temporaneamente l'erogazione. Gli operatori appresero la notizia del rinvio con disappunto, essendo già stato disattivato il sistema refrigerante di emergenza. Alle ore 16, tuttavia, si effettuò il cambio del turno alla sala controllo del reattore e prese la direzione delle operazioni Jurij Tregub, che non si aspettava di dover gestire il test e apprese con sorpresa che la potenza del reattore era stata dimezzata e che il sistema di raffreddamento d'emergenza era inattivo.
Tregub decise per il momento di non prendere alcuna iniziativa, di lasciare invariata la potenza del reattore e attendere le indicazioni del gestore della rete elettrica. Alle ore 20, non avendo ancora ricevuto alcuna notizia, Tregub decise di contattare Anatolij Djatlov, il vicecapo ingegnere della centrale responsabile del funzionamento dei reattori e della procedura di spegnimento dell'unità 4. Djatlov fu rintracciato a casa; decise di prendere personalmente la direzione della sala controllo e disse a Tregub di attendere il suo arrivo; poco dopo, anche il capoingegnere Nikolaj Fomin confermò che bisognava aspettare l'arrivo di Djatlov. Alle ore 21, il gestore della rete elettrica di Kiev comunicò alla centrale che avrebbe potuto ridurre la fornitura di energia e procedere allo spegnimento del reattore, ma Tregub ordinò di attendere Djatlov che arrivò alla sala controllo poco dopo le ore 23.
Anatolij Djatlov era uno specialista esperto e capace, dotato di notevoli qualità intellettuali, ma aveva anche un carattere difficile e autoritario; arrivato alla sala controllo impose subito le sue decisioni, non diede molte spiegazioni a Tregub e ordinò di procedere a ridurre ulteriormente la potenza del reattore. Alla mezzanotte, l'unità 4 era scesa a 760 MWt e alla stessa ora si effettuò il nuovo cambio di turno e subentrò come responsabile della sala controllo Aleksandr Akimov, un operatore tecnicamente preparato ma non molto esperto dei suoi compiti. Gli altri operatori principali nella sala controllo erano Leonid Toptunov, responsabile del controllo del reattore (SIUR, staršij inžener upravlenija reaktorom, secondo la terminologia sovietica), Boris Stoljarčuk, responsabile del controllo del sistema delle pompe, Igor' Kersenbaum, responsabile del controllo delle turbine. Tutti gli operatori nella sala erano fortemente impegnati, ma in particolare Toptunov doveva controllare due grandi schermi che indicavano la situazione dei 1.659 canali del combustibile di uranio e delle 211 barre di controllo di carburo di boro. Tregub e altri operatori del turno smontante erano rimasti nella sala dove in quel momento erano presenti una ventina di persone compresi tecnici delle turbine e di altri reparti coinvolti nel test.
Djatlov lasciò la sala controllo per ispezionare l'esterno dell'impianto, volendo approfittare dello stato di funzionamento a bassa potenza, poiché per sua esperienza riteneva che il basso regime poteva consentire l'osservazione di eventuali difetti dell'impianto che non erano evidenti durante il funzionamento a pieno regime, e riteneva di potere ispezionare più attentamente alcune parti dell'impianto.
Per motivi mai chiariti, Toptunov commise un errore e introdusse le barre di controllo troppo in profondità, causando conseguentemente un crollo della potenza oltre il previsto, che raggiunse il livello bassissimo di soli 30 MW termici. È da tenere presente che, a causa dei rinvii, dell'attesa e del cambio turno, il reattore aveva funzionato a un regime ridotto per molte ore di seguito. La caduta anomala di potenza indicava che si era innescato il circolo vizioso dell'avvelenamento da xeno e interveniva un effetto di retroazione positiva dovuta alla produzione di xeno-135 nella fase di bassa potenza del reattore, che la faceva abbassare ulteriormente.
Normalmente lo xeno-135, un gas pesante e assorbitore di neutroni, si crea durante il funzionamento del reattore come prodotto di fissione (sia primario che dal decadimento del tellurio-135). Il gas si mantiene in una concentrazione di equilibrio, proporzionale al flusso neutronico-termico, cioè alla potenza del nocciolo. Tende invece ad aumentare in concentrazione quando la potenza decresce, in particolare nella prima fase di riduzione della potenza, per poi scomparire per effetto del suo decadimento spontaneo, che diventa prevalente rispetto alla sua produzione. L'aumento della quantità di xeno fa aumentare l'assorbimento neutronico, e ciò causa una ulteriore diminuzione di potenza; per tale ragione la diminuzione di potenza deve essere effettuata gradualmente, per evitare l'innescarsi di un effetto retroazione. Quando si verifica l'effetto retroazione, detto processo di avvelenamento, accade invece che, come conseguenza del calo della potenza, la concentrazione di xeno-135 aumenta ulteriormente, facendo aumentare eccessivamente l'assorbimento dei neutroni, il che fa crollare ulteriormente la potenza in modo incontrollato, generando un circolo vizioso. Ciò crea allo stesso tempo il pericoloso effetto di mascherare la reale reattività del nucleo (che si manifesterà con ritardo, quando, per il suo decadimento spontaneo, la concentrazione di xeno comincerà a diminuire).
Sebbene il calo di potenza fosse vicino al limite ammesso dalle norme di sicurezza (l'instabilità del reattore alle basse potenze era nota), si decise di non eseguire lo spegnimento completo e di continuare l'esperimento. Forse gli operatori non erano al corrente del comportamento dello xeno-135, e pensavano che il crollo della potenza fosse dovuto al malfunzionamento dei regolatori automatici di potenza. Al suo rientro in sala controllo, Djatlov osservò una potenza molto bassa (circa 70 MW) e chiese spiegazioni, gli fu risposto che il reattore aveva raggiunto poco prima un valore ancora più basso, di meno della metà. Djatlov non diede particolare importanza al fatto, non considerandolo preoccupante, e ordinò di restaurare un certo livello di potenza e procedere normalmente con il test. Risulta che Akimov abbia manifestato la sua opposizione, osservando che non vi erano le condizioni di sicurezza per proseguire con l'esperimento, occorreva invece attuare protocolli per ricondurre il reattore in stabilità, della durata di molte ore. Djatlov era invece convinto della sicurezza del reattore e non ammetteva obiezioni alla sua linea di condotta.
All'1:05 del 26 aprile, come previsto dalla pianificazione del test, furono attivate pompe di alimentazione extra, ma la quantità di acqua immessa superò all'1:19 i limiti di sicurezza, con l'effetto di ridurre ancor di più la potenza del reattore per le proprietà avvelenanti dell'acqua leggera. Con una manovra contraria alle procedure corrette, per accelerare la risalita della potenza e quindi affrettare la conclusione dell'esperimento, furono estratte 205 delle 211 barre di controllo, incluse molte barre di controllo manuali, ben oltre i limiti delle norme di sicurezza che prevedono di lasciare almeno 30 barre di controllo inserite. La potenza fu così fatta risalire gradualmente fino a 200 MW termici (comunque meno di un terzo del minimo richiesto).

#### Situazione critica
L'azione di rimozione delle barre di controllo manuale aveva portato il reattore in una situazione molto instabile e pericolosa, forse all'insaputa degli operatori. La reale produzione di neutroni del reattore era mascherata dall'eccesso di xeno-135 e dell'acqua di raffreddamento, e non era riportata in alcun modo sui pannelli di controllo. Nessuno degli operatori in sala controllo era conscio del pericolo. Come se non bastasse, l'aumento di acqua oltre i limiti di sicurezza aveva portato a una diminuzione critica della produzione di vapore e ad altri cambiamenti di parametri che normalmente avrebbero causato lo spegnimento automatico del reattore, peraltro disabilitato manualmente. Furono disattivati anche diversi altri sistemi automatici (il raffreddamento di emergenza del nocciolo, la riduzione di emergenza della potenza, e via dicendo).
Alle 1:23:04 si iniziò l'esperimento. Fu staccata l'alimentazione alle pompe dell'acqua, che continuarono a girare per inerzia e la turbina fu scollegata dal reattore. Con la diminuzione del flusso dell'acqua e il conseguente surriscaldamento, i tubi si riempirono di sacche di vapore. Il reattore RBMK, nelle delicate condizioni in cui fu portato, aveva un coefficiente di vuoto positivo e quindi la reazione crebbe rapidamente al ridursi della capacità di assorbimento di neutroni da parte dell'acqua di raffreddamento, diventando sempre più instabile e pericoloso. Il coefficiente di vuoto positivo creò così un circolo vizioso: aumentando la temperatura dell'acqua, aumentarono le sacche di vapore che accelerarono la reazione, creando ancora più calore, che a sua volta fece aumentare ancora la temperatura dell'acqua.
Alle 1:23:40 gli operatori azionarono il tasto AZ-5 (Rapid Emergency Defense 5) che esegue il cosiddetto SCRAM, cioè l'arresto di emergenza del reattore che inserisce tutte le barre di controllo incluse quelle manuali incautamente estratte in precedenza. Non è chiaro se l'azione fu eseguita come misura di emergenza, o semplicemente come normale procedura di spegnimento a conclusione dell'esperimento, giacché il reattore doveva essere spento comunque per la manutenzione programmata. Di solito lo SCRAM è ordinato a seguito di un rapido e inatteso aumento di potenza. D'altro canto, Anatolij Djatlov, capo ingegnere dell'impianto di Černobyl' al tempo dell'incidente, scrisse:
A causa della lentezza del meccanismo d'inserimento delle barre di controllo (che richiede da 18 a 20 secondi per il completamento) e dell'estremità (estensori) in grafite delle barre, lo SCRAM causò invece un rapido aumento della reazione. Infatti, nei primi secondi, le estremità in grafite delle barre rimpiazzarono nel reattore un uguale volume di acqua di raffreddamento. Mentre l'acqua refrigerante assorbe neutroni, ostacolando perciò la reazione, la grafite funge invece da moderatore, cioè favorisce la reazione portando i neutroni alla velocità ottimale. La conseguenza fu che all'inizio dell'inserimento delle barre la reazione fu accelerata improvvisamente, producendo un enorme aumento di potenza nel reattore. L'improvviso aumento di temperatura deformò i canali delle barre di controllo che stavano scendendo, al punto che le barre si bloccarono a circa un terzo del loro cammino e non furono più in grado di arrestare una reazione in cui l'aumento di potenza diveniva incontrollato a causa del coefficiente di vuoto positivo.
Così, dopo soli sette secondi dall'inizio dell'inserimento delle barre, alle 1:23:47, la potenza del reattore raggiunse il valore di 33000 MW termici, nove volte la potenza normale. Le barre di combustibile cominciarono a fratturarsi bloccando le barre di controllo con la grafite all'interno, quindi il combustibile cominciò a fondere; inoltre, alle alte temperature raggiunte, l'acqua all'interno del reattore reagì chimicamente con lo zirconio, di cui sono in genere fatte le tubazioni degli impianti nucleari, dissociandosi e producendo grandi volumi di idrogeno gassoso.

#### Le due esplosioni
La pressione del vapore aumentò fino a causare la rottura delle tubazioni e l'allagamento dei sotterranei. Quando il corium formatosi raggiunse l'acqua di raffreddamento, avvenne la prima esplosione di vapore (all'1:24); dall'interno del nocciolo il vapore risalì lungo i canali e causò un'enorme esplosione che fece saltare la piastra superiore del nocciolo in acciaio e cemento, pesante circa 1 000 tonnellate. Questa fu proiettata in aria con le tubazioni dell'impianto di raffreddamento e le barre di controllo, e ricadde verticalmente sull'apertura lasciando il reattore scoperto. La seconda esplosione, molto più violenta, fu causata dalla reazione tra grafite incandescente e l'idrogeno gassoso.
Ci sono alcune controversie sulla sequenza degli eventi dopo le ore 1:22:30, a causa di incongruenze fra i testimoni oculari e le registrazioni. La versione comunemente accettata è quella descritta sopra. Secondo questa ricostruzione, la prima esplosione avvenne intorno alle ore 1:23:44, sette secondi dopo il comando di SCRAM. A complicare la ricostruzione però, alle ore 1:23:47 fu registrato un debole evento sismico di magnitudo 2,5 nell'area di Černobyl'.
Inoltre, il tasto di SCRAM fu premuto più di una volta, ma la persona che lo fece morì due settimane dopo per l'esposizione prolungata alle radiazioni. Talvolta però è stato detto che l'esplosione avvenne prima o immediatamente dopo lo SCRAM (questa era la versione di lavoro della commissione sovietica di studio sull'incidente). La distinzione è importante poiché, se il reattore fosse esploso diversi secondi dopo lo SCRAM come risulta dall'ultima ricostruzione accertata, il disastro sarebbe da attribuirsi principalmente al progetto delle barre di controllo. Se l'esplosione fosse avvenuta prima dello SCRAM, la causa sarebbe da imputarsi maggiormente alle azioni degli operatori. Nel 1986, l'AIEA aveva indicato negli operatori la causa principale dell'incidente. Nel gennaio 1993 la stessa AIEA rivide l'analisi dell'incidente, attribuendo la causa principale al progetto del reattore, non agli operatori.

#### L'incendio
I frammenti di grafite si sparsero nella sala del reattore e intorno all'edificio. Al contatto con l'ossigeno dell'aria, per le altissime temperature dei materiali del nocciolo, nel reattore divampò un violento incendio di grafite che coinvolse anche i materiali bituminosi di copertura del tetto e altre sostanze chimiche presenti. Secondo il progetto della centrale, il tetto del reattore avrebbe dovuto essere costruito con materiale ignifugo, ma all'epoca di costruzione tale materiale non esisteva; fu fatto quindi uso di catrame infiammabile, e i pezzi proiettati sul tetto del reattore adiacente causarono almeno altri cinque incendi. Gli incendi contribuirono in misura enorme alla diffusione di materiali radioattivi nell'atmosfera. Un effetto secondario dello scoperchiamento del reattore, d'altra parte, fu che il movimento d'aria contribuì al raffreddamento del nocciolo liquefatto.
L'impianto, a causa della sua doppia natura civile e militare, era stato costruito con un sistema automatico di sostituzione delle barre di combustibile (indispensabile per la produzione di plutonio che esige cicli di sostituzione delle barre di pochi giorni) sospeso mediante gru a ponte, e questa scelta aveva determinato l'impossibilità di costruire un contenimento in cemento armato abbastanza alto poiché il reattore misurava 30 metri di altezza e almeno altrettanti erano necessari sopra di esso per il robot colonnare di sostituzione delle barre, lunghe quanto il reattore stesso, cui doveva aggiungersi lo spazio per la gru destinata a manovrare la colonna robotizzata. A causa dell'altezza complessiva di circa 70 metri dell'impianto, del tutto inusuale per le centrali nucleari occidentali, ma possibile nell'ex Unione Sovietica, si decise quindi di realizzare solo un contenimento parziale, che escludeva la sommità del reattore, scelta che contribuì alla dispersione dei contaminanti radioattivi nell'atmosfera.

#### Prime reazioni dopo la catastrofe
Secondo le testimonianze, in particolare quella dello stesso Djatlov, l'atmosfera nella sala controllo fino al momento dell'esplosione era di assoluta calma, l'ordine di spegnimento tramite il tasto AZ-5 fu impartito da Akimov come un atto previsto dalla procedura, in un clima di tranquillità e di silenzio, in quello che appariva un momento di lavoro assolutamente ordinario. Le barre si bloccarono dopo 3-4 secondi, l'indicatore di potenza segnò un innalzamento rapidissimo e si attivarono allarmi sul quadro di controllo, dopo altri 3-4 secondi vi fu l'esplosione.
Nella sala controllo l'illuminazione venne a mancare per qualche secondo; alla riaccensione delle luci, subito dopo l'esplosione, fra gli operatori si diffuse uno stato di confusione. Mentre dal soffitto cadevano frammenti e polvere e dai bocchettoni di aerazione fuoriusciva una nebbia grigiastra, Djatlov, Akimov e Toptunov non riuscirono a comprendere subito la natura degli eventi e, disorientati e preoccupati, cercarono di valutare la situazione sugli schermi della sala controllo. Djatlov si rese conto immediatamente della natura catastrofica dell'incidente, osservando gli indicatori di pressione dell'acqua di raffreddamento, che indicavano lo zero; si trovava inoltre di fronte a una serie di spie luminose lampeggianti e a continui allarmi sonori. Egli vide che apparentemente non era più presente l'acqua nei separatori dell'impianto di raffreddamento e che veniva segnalato il blocco a metà percorso delle barre di controllo. I sensori inoltre segnalavano anche che, nonostante l'azione di spegnimento attivata da Toptunov, il nocciolo del reattore sembrava ancora attivo, a causa della mancata discesa completa delle barre.
Inizialmente, Djatlov ipotizzò che l'esplosione fosse avvenuta nei deareatori, i serbatoi di acqua e vapore del sistema di emergenza che si trovavano proprio sopra la sala controllo, al livello +71; lo scoppio dei serbatoi in effetti avrebbe potuto spiegare il boato proveniente dal solaio. Per tale ragione, Djatlov temette l'allagamento della sala controllo e ordinò l'immediata evacuazione del personale verso la sala controllo di riserva; subito dopo però, vedendo che nulla accadeva, ritirò l'ordine e fece rientrare gli operatori; di fronte ai dati degli indicatori che indicavano assenza di pressione nel circuito di raffreddamento, cercò di prendere misure immediate per attivare le pompe d'emergenza per immettere acqua di raffreddamento nel reattore e cercare di far scendere le barre di controllo.
Djatlov quindi decise di inviare due giovani aspiranti ingegneri presenti come spettatori nella sala controllo, Viktor Proskurjakov e Aleksandr Kudrjavcev, direttamente nella sala reattore per controllare visivamente le condizioni del nocciolo e completare manualmente la discesa delle barre di controllo. Si pentì quasi immediatamente del suo ordine (che in seguito giudicò "stupido", poiché due persone non avrebbero mai potuto forzare l'inserimento delle barre manualmente), uscì quindi nel corridoio per richiamare indietro i due ingegneri, ma non li trovò poiché si erano ormai allontanati; trovò invece il corridoio pieno di fumo tale da non consentire la visibilità e comprese quindi che c'era un incendio. Lungo il percorso, i due giovani allievi incontrarono Valerij Perevozčenko, l'addetto responsabile di turno della sala reattore; i tre proseguirono e si imbatterono subito dopo in Aleksandr Juvčenko, l'ingegnere responsabile del reattore numero 4, coinvolto nell'esplosione mentre si trovava al livello +12,5, e in Jurij Tregub, il direttore uscente della sala controllo che era stato inviato da Djatlov a cercare di aprire manualmente il sistema refrigerante di emergenza.
Juvčenko si era trovato nel suo ufficio (al livello +12,5) al momento dell'esplosione, mentre svolgeva lavoro di routine al computer, quando sentì un pesante colpo sordo. Pochi secondi dopo l'ufficio fu investito da un'onda esplosiva che "attraversò la stanza", i muri si inclinarono e l'ufficio si riempì di polvere e calcinacci. Sul momento cercò riparo sotto la scrivania pensando che si trattasse di un bombardamento e che fosse scoppiata la guerra. Poco dopo, dal corridoio arrivò Tregub. Insieme, andarono immediatamente alla ricerca dei colleghi.
Prima di incontrare Perevozcencho e i due allievi, Juvčenko e Tregub avevano in precedenza prestato soccorso ad alcuni colleghi rimasti coinvolti nel crollo della sezione delle pompe, poi avevano faticosamente raggiunto i serbatoi del refrigerante, dove si trovarono con l'acqua fino alle ginocchia in mezzo ad un ambiente in totale rovina. La sala pompe era completamente distrutta, i serbatoi ridotti in frantumi e, cosa sconvolgente, il soffitto era parzialmente crollato e consentiva la vista del cielo, "un cielo pieno di stelle"; le macerie erano avvolte da vapore e si udiva un "orribile sibilo". L'esplosione nella sala del reattore aveva coinvolto subito la sala pompe del sistema refrigerante principale dell'unità 4; l'addetto di turno quella notte era Valerij Il'ič Chodemčuk, che rimase sepolto sotto le macerie del crollo del locale macchine al livello +10 dove egli si trovava.
L'ingegnere Vladimir Nikolaevič Šašenok invece si trovava, al momento dell'esplosione, al livello +24 nel cosiddetto compartimento 604, per controllare sugli indicatori il test delle turbine; la catastrofe provocò immediatamente la rottura dei condotti di acqua bollente e vapore, con conseguente fuoriuscita di liquidi e gas ustionanti, e il crollo quasi completo del compartimento 604; tre macchinisti si aprirono faticosamente una strada tra le macerie e riuscirono a recuperare Šašenok che giaceva riverso tra i detriti privo di sensi "muovendo debolmente gli occhi".
Abbandonate le macerie dei serbatoi, Juvčenko e Tregub uscirono all'aperto, rendendosi conto per primi delle dimensioni catastrofiche del disastro. Videro che la sala del reattore numero 4 non esisteva più: il tetto era scomparso, una parete era crollata, i serbatoi e le tubazioni dell'acqua di raffreddamento erano squarciati e penzolavano all'esterno pericolanti, l'ambiente era solcato dalle scintille provocate dai cortocircuiti continui dei cavi troncati dall'esplosione. Infine, dalle macerie fumanti dalla voragine scoperchiata nell'edificio dove c'era il reattore, si innalzava verso il cielo "una colonna iridescente" di luce bianco-azzurra, provocata dalla ionizzazione radioattiva dell'aria (un effetto detto luce di Čerenkov, causato dalla eccitazione degli atomi atmosferici ionizzati da radiazioni ad alta energia) per l'irraggiamento radioattivo proveniente dal nocciolo ormai esposto completamente. Juvčenko ricorda di essere rimasto incantato dallo spettacolo del raggio di luce nel cielo notturno, forse per un minuto o più, pensando a "quanto era bello", prima che Tregub lo strattonasse costringendolo a rientrare.
Dopo aver osservato le condizioni dell'unità 4, Juvčenko e Tregub erano rapidamente rientrati per cercare di raggiungere la sala controllo e informare Djatlov; come detto, durante il percorso incontrarono quindi Perevozčenko e i due allievi ingegneri a cui riferirono che le condizioni del reattore erano ormai compromesse e che era assolutamente impossibile pensare di far scendere manualmente le barre di controllo.
Perevozčenko tuttavia decise ugualmente di cercare di raggiungere la sala reattore e osservarla dall'alto, per valutare meglio la situazione. Juvčenko quindi decise di accompagnare Perevozčenko, Proskurjakov e Kudrjavcev, mentre Tregub continuò invece verso la centrale di controllo; i quattro riuscirono a salire a quota +35 e raggiunsero, in mezzo alle macerie, la pesantissima porta a tenuta stagna che dava accesso al ballatoio che consente di osservare dall'alto la sala del reattore. La porta fu faticosamente tenuta aperta da Juvčenko, mentre gli altri tre entrarono e osservarono per pochi secondi dall'alto la scena con l'aiuto di una torcia elettrica: la copertura d'acciaio "Elena" era divelta e inclinata su un lato; da questa pendevano i tubi del vapore tranciati e le barre di controllo parzialmente fuse, là dove c'era il reattore era visibile solo l'enorme cratere del recipiente nel cui fondo si trovava il materiale incendiato del nocciolo. Enormi quantità di radiazioni venivano emesse ogni secondo e i tre, completamente sconvolti, abbandonarono la sala reattore dopo meno di un minuto e insieme a Juvčenko si diressero alla sala di controllo.
Nel frattempo, Djatlov uscì dalla sala controllo, lasciando il comando ad Akimov, e utilizzando un'altra uscita raggiunse la sala turbine, dove trovò una situazione disastrosa: diverse lastre del tetto erano crollate e avevano tranciato le condotte del vapore, acqua bollente schizzava in tutte le direzioni, c'erano scintille da corto-circuiti, si udivano forti boati ripetuti; nell'area della turbina n. 7 le lastre di cemento avevano danneggiato le tubazioni dell'olio e l'ambiente andava a fuoco, invaso da olio incendiato. Alcune persone cominciarono ad arrivare per tentare di domare l'incendio. Poi, Djatlov decise di risalire nell'edificio principale per dirigersi verso la sala del reattore; lungo il percorso, nel corridoio incontrò Anatoly Kurguz che aveva subito terribili ustioni, gli disse di scendere verso l'infermeria e attendere lì sanitari che erano stati allertati dalla sala controllo e che sarebbero arrivati di lì a poco.
Djatlov fu informato dall'operatore Simonenko che il reattore era distrutto; osservò quindi l'edificio prima dalle finestre dell'estremità del corridoio, quindi scese e uscì all'esterno e ispezionò l'intero perimetro del blocco osservando i danni: il tetto crollato, il crollo di una parete, le abbondanti perdite d'acqua da ogni parte della struttura, le scariche elettriche e la presenza di diversi focolai di incendio. Osservò alcuni focolai anche sul tetto del blocco centrale, il cosiddetto "blocco chimico", e sul tetto del blocco del reattore n. 3. Incontrò i primi vigili del fuoco e diede loro alcune indicazioni sul posizionamento degli idranti. Decise quindi di occuparsi in via prioritaria della messa in sicurezza del reattore n. 3, e di considerare il reattore n. 4 da quel momento in poi soltanto come una potenziale minaccia per i blocchi adiacenti. Continuò a lavorare per la messa in sicurezza della struttura, fino a che, stando alle sue parole, si rese conto di non avere più la capacità di pensare, e cominciò anche soffrire un forte malessere fisico.

#### Informazioni ai superiori
Quando Djatlov era attivo da oltre un'ora nella gestione dell'emergenza, ma ormai quasi privo di forze, ricevette una telefonata da parte del direttore Brjuchanov, il quale gli ordinava di recarsi immediatamente nella sala riunioni protetta, situata ad alcune centinaia di metri dall'edificio principale nel perimetro dell'impianto, per fare rapporto sull'incidente. Djatlov fece rapidamente una doccia a scopo di decontaminazione e raggiunse la sala riunioni portando con sé tutti gli stampati provenienti dalla sala controllo con i dati di funzionamento del reattore fino al momento dell'incidente. Non fu in grado di rispondere alle domande di Brjuchanov che gli chiedeva certezze riguardo alla dinamica esatta dell'incidente, affermando di non essere in grado di ricostruire con precisione le cause dell'esplosione sulla base delle informazioni disponibili. Djatlov non era quasi più in grado di parlare, non si reggeva in piedi, accusava gravi malori e pochi minuti dopo venne trasportato in ambulanza all'ospedale di Pryp"jat'.
Il direttore Brjuchanov, da quanto risulta, non comunicò immediatamente ai vertici politici la reale portata dell'incidente, in particolare non comunicò la probabile esplosione del nocciolo, che pure era stata evidente agli operatori. La lacunosità nelle comunicazioni, che risultavano caratterizzate da reticenze e omissioni, caratterizzò in modo sistematico la trasmissione di informazioni tra livelli in occasione di questo incidente.
I tre accompagnatori di Juvčenko morirono per effetto della sindrome da radiazioni nell'arco di alcune settimane. Juvčenko sopravvisse, riportando gravi danni alla parte sinistra del corpo, e morì di leucemia nel 2008. L'ingegnere esperto Borys Stoliarchuk, presente durante il test, sopravvisse, essendo ancora oggi testimone del disastro.

## Condizioni atmosferiche
Nelle ore successive al disastro insistevano sull'area due zone ad alta pressione, una a forma di cuneo sull'Europa Centrale e una sul Mediterraneo. Sabato 26 e domenica 27 aprile il vento soffiava verso nord, investendo la Bielorussia e le tre repubbliche baltiche, per girare poi verso nord-ovest il lunedì successivo, su Svezia e Finlandia, e infine verso ovest, su Polonia, Germania settentrionale, Danimarca, Paesi Bassi, Mare del Nord e Regno Unito.
Da martedì 29 aprile a venerdì 2 maggio un'area depressionaria sul Mediterraneo si spostò a sud, richiamando un flusso d'aria da nord-est su Cecoslovacchia, Ungheria, Jugoslavia, Austria e Italia settentrionale, che scivolò poi in parte sull'arco alpino, investendo Svizzera, Francia sud-orientale e Germania meridionale, e in parte sull'arco appenninico, investendo l'Italia centrale. Da domenica 4 a martedì 6 maggio, il vento girò verso sud, investendo di nuovo Ucraina, Russia meridionale, Romania, Moldavia, Penisola balcanica, fino alla Grecia e alla Turchia.
L'emissione di vapore radioattivo cessò sabato 10 maggio 1986. Per valutare la contaminazione radioattiva nelle varie zone fu importante sapere dove fosse piovuto, perché gli elementi radioattivi sono depositati al suolo a seguito delle precipitazioni. Il portale Humus riporta mappe tematiche, europee e italiane, sulla contaminazione proveniente da Černobyl'. È possibile riscontrare questo deposito ancor oggi, misurando la radioattività emessa dagli isotopi di cesio (137Cs), dal plutonio (239Pu e 240Pu) e dal piombo (210Pbxs) presenti nei livelli di terreno risalenti al 1986.

## Gestione della crisi

### Livello delle radiazioni

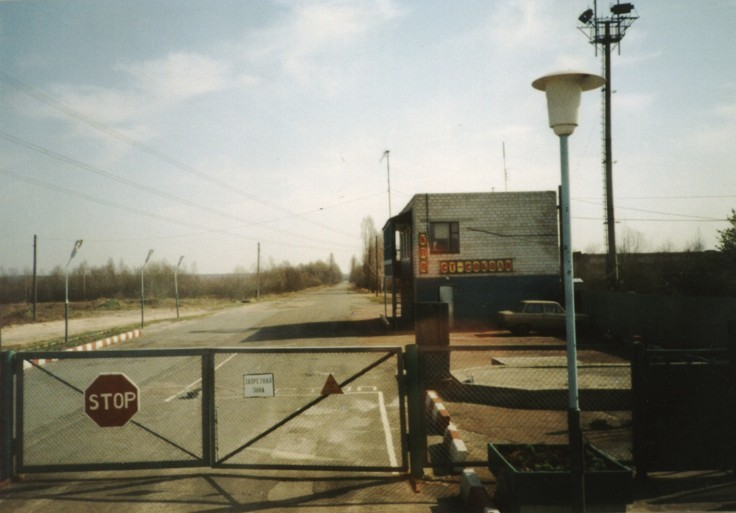
Ingresso alla "zona di alienazione" attorno a Černobyl' e Pryp"jat'

Solo una piccola parte degli strumenti di rilevazione a disposizione era in grado di effettuare misure fino a 360 000 röntgen/ora (R/h) e risultarono indisponibili, chiusi in cassaforte; quelli impiegabili arrivavano a un massimo di 3,6 R/h, valore di fondo scala. I contatori Geiger (o dosimetri) della sala di controllo indicavano il numero 3,6 röntgen/ora, un valore del tutto accettabile, così il vicecapoingegnere Anatolij Djatlov suppose che il reattore fosse ancora intatto. Questi riferì al direttore della centrale Viktor Brjuchanov che i contatori Geiger della sala di controllo indicavano il numero 3,6 R/h; questo valore era solo apparentemente rassicurante, essendo il fondo scala dei contatori, che non erano in grado di visualizzare valori maggiori. Djatlov era sicuro che il valore effettivo fosse più alto.
Immediatamente furono mandati operatori della centrale per effettuare rilevamenti, attrezzati di contatori Geiger con fondo scala a 360 000 röntgen/ora e mascherine chirurgiche. Un operatore incaricato tornò con dei dati sconcertanti: le radiazioni nei pressi del reattore misuravano ben 15 000 R/h, valori così inverosimilmente alti che i dirigenti pensavano che fossero gli strumenti di misura a non funzionare correttamente.

Mappa delle radiazioni di Černobyl' del 1996

In alcune zone, vista la propagazione delle radiazioni a macchia di leopardo, i valori stimati superavano di oltre 5 000 volte il valore riportato dagli strumenti meno efficienti. Basti considerare che, in una città europea, il fondo scala misura circa 20 μR/h, ovvero 0,00002 R/h; il valore stimato nei pressi della centrale era di 36000 R/h, 1 miliardo e 800 milioni di volte superiore a quello naturale. È sufficiente un'esposizione a 500 R/h per 5 ore per uccidere un essere umano. Molti operatori furono esposti a una dose mortale di radiazioni nell'arco di pochi minuti.
Aleksandr Akimov e Leonid Toptunov (responsabile in quel momento della sala di controllo del reattore numero 4) andarono ad aprire a mano le valvole che immettevano acqua per il raffreddamento del reattore, senza alcuna tuta protettiva, consapevoli di esporsi a un rischio che li avrebbe condotti alla morte nel giro di due settimane. Akimov e Toptunov furono insigniti dell'Ordine per il Coraggio di terza classe.

### Intervento dei vigili del fuoco

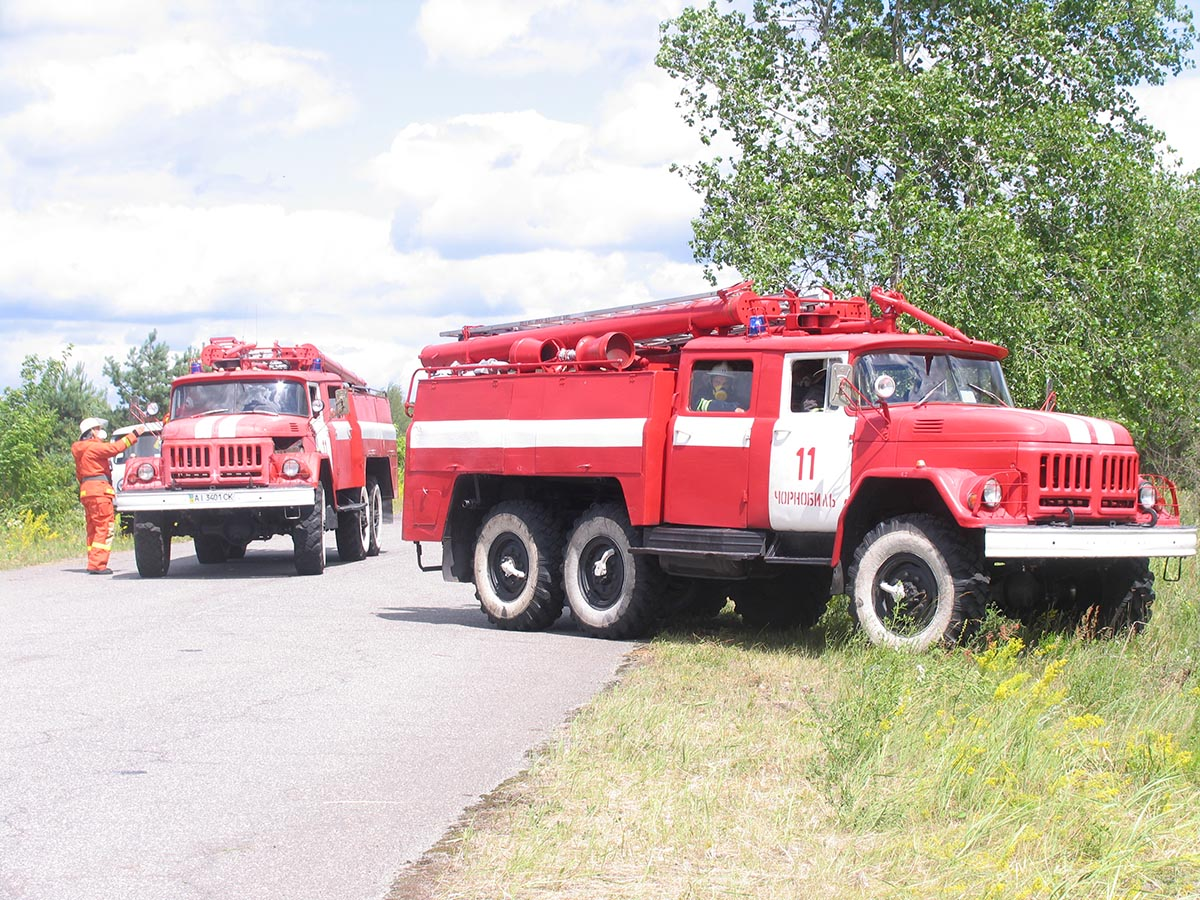
Autopompe ZIL-131; mezzi impiegati dai vigili del fuoco per spegnere l'incendio alla centrale.

Il primo allarme per i vigili del fuoco di turno della Brigata paramilitare n. 2 di Černobyl', fu diramato alle ore 1:25 del 26 aprile; si segnalava semplicemente un incendio alla centrale nucleare. I quattordici pompieri del turno notturno, guidati dal giovane tenente Vladimir Pravik, stanziati in una caserma a soli 500 metri dall'impianto, avevano udito l'esplosione e potevano vedere la nuvola di fumo a forma di fungo che si era innalzata dalla centrale. Gli uomini salirono quindi rapidamente a bordo dei loro mezzi ZIL-130, ZIL-131 e Ural-4320 e si diressero al luogo dell'incidente che raggiunsero già alle ore 1:30. Nella vicina Pryp"jat' era presente una seconda unità di vigili del fuoco, la Brigata paramilitare n. 6, che fu allertata alle ore 1:29; i pompieri di turno, guidati dal tenente Viktor Kibenok, si diressero alla centrale.
Le tre autopompe del tenente Pravik superarono i cancelli della centrale e raggiunsero la struttura delle unità 3 e 4 sormontate dalla grande torre di ventilazione; i pompieri si resero conto della gravità dei danni, videro che il tetto e una parete dell'unità 4 erano distrutti e che infuriava un vasto incendio. Il tenente Pravik, molto impressionato, diramò via radio il segnale di massimo allarme "allerta 3" e quindi si spostò con la sua squadra, di cui facevano parte anche i fratelli Ivan e Leonid Šavrej, verso l'unità 4. Le fiamme sembravano provenire dal tetto della sala turbine e il tenente Pravik fece avvicinare un'autopompa mentre i vigili Leonid Šavrej e Vladimir Pryščepa salivano sul tetto per valutare la situazione; si trovarono in mezzo a strutture frananti, mentre il bitume del rivestimento si stava sciogliendo; il tetto della sala turbine appariva cosparso di detriti di uno strano materiale argenteo.
I vigili del fuoco, equipaggiati con il normale equipaggiamento protettivo, ignoravano completamente i rischi che stavano correndo e credevano di dover spegnere un normale incendio. In realtà i detriti erano pezzi di grafite altamente radioattiva proveniente dal reattore esploso e i pompieri della squadra di Černobyl' stavano assorbendo quantità enormi di radiazioni. Dopo pochi minuti dall'intervento della squadra del tenente Pravik, arrivarono alla centrale anche i pompieri del gruppo n. 6 proveniente da Pryp"jat'; il tenente Kibenok e i suoi uomini, tra cui il vigile del fuoco Vasilij Ignatenko, si spostarono verso l'unità 3 e salirono sul tetto del reattore che aveva preso fuoco. I vigili montarono le manichette e iniziarono a spegnere le fiamme mentre contemporaneamente la squadra di Černobyl' lavorava sul tetto della sala turbine. Anche il tetto dell'unità 3 era pieno di pezzi di grafite radioattiva che i pompieri rimuovevano senza alcuna protezione; i vigili del tenente Kibenok quindi assorbirono dosi elevatissime di radiazioni.

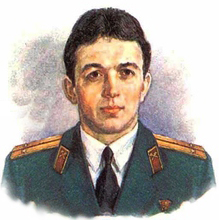
Il tenente Viktor Kibenok, capoturno dei vigili del fuoco di Pryp"jat' la notte dell'incidente. Deceduto il 14 maggio 1986.

L'incendio sul tetto dell'unità 3 fu controllato entro trenta minuti grazie ai vigili del tenente Kibenok raggiunti anche da alcuni uomini della Brigata n. 2; il tenente Pravik salì sul tetto e coordinò insieme a Kibenok e Ignatenko l'impiego delle manichette e della schiuma per spegnere le fiamme. I vigili del fuoco lavoravano in un ambiente pieno di fumo e in mezzo a detriti radioattivi mentre una misteriosa nebbia dall'odore caratteristico fuoriusciva dal cratere dell'unità 4.
Dopo pochi minuti dall'intervento della squadra di Pryp"jat', arrivò sul posto il comandante responsabile dei vigili del fuoco della Brigata paramilitare n. 2, maggiore Leonid Teljatnikov, che cercò di prendere il controllo della situazione spostandosi nei vari punti critici; in un primo momento, egli parlò con Leonid Šavrej che era sceso dal tetto della sala turbine, quindi alle ore 2:25 vide scendere dal tetto dell'unità 3 il tenente Pravik insieme agli uomini del tenente Kibenok. I vigili lamentavano nausea, vomito, cefalea e vertigini e avevano bisogno di un immediato intervento; dovettero essere tutti trasportati all'ospedale di Pryp"jat' dove il medico di turno, dottor Belokon, comprese subito che si trattava di malattia acuta da radiazione, informò le autorità superiori e richiese forniture urgenti di ioduro di potassio. È possibile che la radiazione sul tetto dell'unità 3 abbia raggiunto, durante l'intervento dei vigili del fuoco, un livello di 3.000 röntgen/ora, e in alcuni punti anche 8.000 röntgen/ora; alcuni pompieri avevano assorbito una dose letale di radiazione in appena quattro minuti.
Il maggiore Teljatnikov inviò rinforzi sul tetto dell'unità 3, ma alle ore 3:30 anche lui iniziò ad accusare i primi sintomi, mentre alla centrale arrivavano continuamente sempre nuove unità di vigili del fuoco provenienti da tutta la regione di Kiev; alle ore 06:35 trentasette squadre di pompieri erano giunte sul luogo del disastro e 186 vigili del fuoco e 81 autopompe lavoravano per controllare la situazione. Poco prima delle ore 7 del 26 aprile gli incendi visibili erano stati spenti e il vicecomandante dei vigili del fuoco del distretto di Kiev dichiarò che l'emergenza era terminata e la situazione era tornata sotto controllo. In realtà, anche se il fuoco era stato spento, dal cratere dell'unità 4 continuavano a uscire fumo nero e il misterioso vapore dall'odore strano che si disperdevano nel cielo.

### Le reazioni del governo dell'URSS
Il Segretario generale del PCUS Michail Gorbačëv fu informato di "un'esplosione e un incendio" alla centrale ucraina al primo mattino del 26 aprile, ma egli apparentemente, non informato su dettagli che nessuno in realtà conosceva in quel momento, non sembrò molto preoccupato. Alcune ore prima anche il presidente del consiglio Nikolaj Ivanovič Ryžkov era stato informato per telefono dal presidente del consiglio ucraino Ljaško dell'incidente ma neppure lui in un primo momento si allarmò; più tardi ebbe modo di parlare con Anatolij Majorec, il ministro dell'Energia, già impegnato a chiarire la situazione e stava per recarsi sul posto. Le informazioni disponibili, basate sul rapporto di Brjuchanov, riferivano di una esplosione che aveva distrutto il tetto e di un incendio; il reattore sembrava essere stato spento.

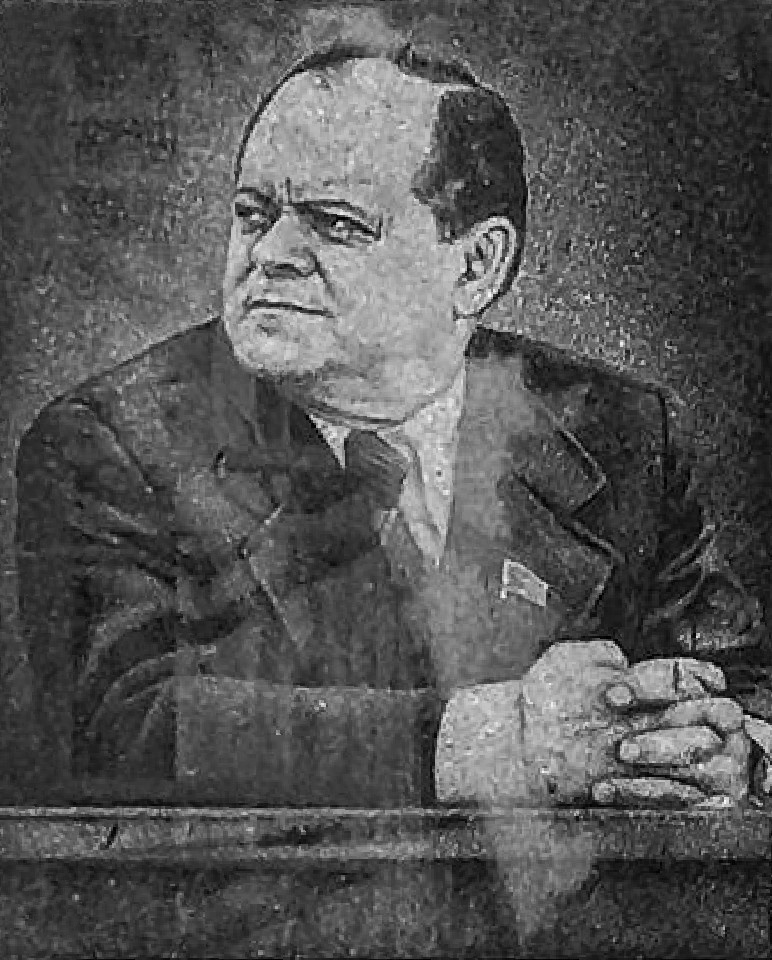
Boris Ščerbina, capo della commissione d'indagine inviata da Mosca con pieni poteri per controllare la situazione e gestire l'incidente.

Il ministro Majorec partì in aereo da Mosca nel pomeriggio insieme a Vladimir Marin, responsabile dell'energia all'interno del Comitato centrale del PCUS e Gennadij Sašarin, vice-ministro con delega alle centrali nucleari; i tre raggiunsero Kiev e quindi atterrarono a Pryp"jat', dove, dopo un sopralluogo alla centrale di Marin e Sašarin, capirono che l'incidente era molto più grave del previsto; i danni alla struttura erano enormi, pezzi di grafite erano sparsi intorno e l'aria era irrespirabile; il livello di radiazioni era alto. Nelle ore seguenti si tennero continue riunioni tra le autorità venute da Mosca e i dirigenti della centrale; Brjuchanov e Fomin erano sconvolti e incapaci di prendere decisioni, mentre in un primo tempo Sašarin, nonostante l'ispezione diretta, continuò a mostrare ottimismo; Marin invece temeva il peggio e chiese spiegazioni a Brjuchanov sui pezzi di grafite intorno all'area dell'incidente; il direttore della centrale ammise che il materiale poteva provenire dall'esplosione del reattore. A questo punto alcuni funzionari locali e il viceministro dell'Interno ucraino proposero di prendere misure di sicurezza per interdire la zona e pianificare un'evacuazione della popolazione, ma Majorec non ebbe il coraggio di prendere una soluzione così radicale che avrebbe potuto scatenare il panico e affermò che "il pericolo era stato esagerato". Poco dopo tuttavia arrivarono i due esperti di centrali nucleari inviati da Mosca, Boris Prusinskij e Konstantin Poluskin, che, appena tornati da un giro di ispezione in elicottero sopra la centrale, chiarirono finalmente la situazione: il reattore "non c'era più", lo scudo biologico era saltato e i frammenti radioattivi erano sparsi ovunque.
Majorec era sconvolto da queste notizie, ma alle ore 20.00 del 26 aprile giunse a Pryp"jat' Boris Evdokimovič Ščerbina, l'uomo inviato da Mosca con pieni poteri a capo della commissione d'indagine istituita dalle massime autorità per fronteggiare l'emergenza. Ščerbina, vicepresidente del consiglio dell'URSS con delega al settore energetico, era un esperto di impianti industriali; energico e risoluto, arrivò sul posto insieme a Valerij Legasov, il vice presidente dell'Istituto Kurčatov per l'energia atomica, pieno di fiducia e deciso a prendere in mano la situazione. Ščerbina parlò subito con Sašarin e Prusinskij; entrambi apparvero estremamente preoccupati, parlarono dei danni catastrofici del reattore, della grafite sparsa intorno, del livello in aumento delle radiazioni. Prusinskij propose di evacuare la popolazione di Pryp"jat'. Ščerbina fu colpito da queste notizie catastrofiche ma non cedette al panico e continuò a mostrarsi fermo e determinato. Escluse l'evacuazione e a mezzanotte parlò per telefono con Gorbačëv, al quale fece un resoconto ancora fiducioso della situazione, e con Vladimir Ščerbickij, potente capo del Partito comunista ucraino, al quale confermò che bisognava fermare il panico ed evitare di essere "umiliati di fronte al mondo intero".
Entro pochi minuti la dirigenza sovietica sul posto cambiò idea; alle ore 21 si erano verificate tre nuove esplosioni nella centrale con nuova dispersione di frammenti radioattivi che fecero temere una ripresa della reazione a catena e contemporaneamente il vento iniziò a spingere la nube radioattiva verso nord in direzione di Pryp"jat'. A questo punto funzionari locali, esperti della commissione e i massimi dirigenti politici ucraini rinnovarono le pressioni per iniziare l'evacuazione; anche Legasov intervenne affermando che il reattore sembrava "ingovernabile" e che bisognava evacuare. Ščerbina alla fine si convinse e, dopo aver telefonato al presidente del consiglio Ryžkov a Mosca per l'autorizzazione, decise le prime misure operative per evacuare; alle ore 1 del 27 aprile fu ordinato di preparare gli elenchi delle persone.
Boris Ščerbina era un dirigente brusco e tirannico con i sottoposti, ma anche un combattente determinato e razionale; assunse il controllo delle operazioni nella centrale e, mentre dopo grandi incertezze dava inizio all'evacuazione, prese anche le decisioni per fermare la catastrofe del reattore. Egli mobilitò le prime unità militari, convocò il generale Nikolaj Antoškin, il capo dello stato maggiore delle forze aeree del distretto di Kiev, e organizzò alcuni gruppi operativi. I generali Ivanov, vicecapo della protezione civile, e Berdov, vicecapo del ministero degli Interni ucraino, avrebbero iniziato a preparare l'evacuazione, Aleksandr Meskov, vicecapo del ministero delle costruzioni macchine di medie dimensioni, avrebbe intrapreso le indagini per individuare le cause dell'incidente, Evgenij Vorob'ëv, viceministro della Sanità, si sarebbe occupato degli aspetti sanitari del disastro, infine Valerij Legasov avrebbe coordinato il gruppo di esperti incaricato di trovare il modo di mettere in sicurezza il reattore N. 4.

### Interventi per sigillare il reattore
I tentativi disperati degli operatori della centrale di raffreddare il nocciolo immettendo acqua nell'unità non avevano ottenuto alcun risultato; al contrario era stato allagato con acqua contaminata radioattiva il seminterrato delle unità 3 e 4 e si era favorita la formazione di vapore radioattivo, la nebbia osservata dai pompieri, che fuoriusciva continuamente dal cratere. L'unità 4 inoltre era ancora incandescente ed emetteva aerosol radioattivi; sul fondo c'erano ancora delle fiamme. Legasov calcolò che le temperature avessero ormai raggiunto i 1.000 °C, e che ci fosse il rischio di fusione dei rivestimenti del combustibile e dell'uranio stesso del reattore con ulteriore incremento della radiazione; l'incendio della grafite sarebbe potuto continuare per due mesi con conseguenze catastrofiche a livello planetario. Era quindi assolutamente necessario spegnere l'incendio sul fondo del cratere e interrompere l'emissione radioattiva sigillando il reattore.
Il reattore continuò a bruciare per giorni finché un gruppo di scienziati decise di spegnerlo con l'ausilio di elicotteri che sganciarono migliaia di tonnellate di boro, silicati, sabbia e dolomia, materiali adeguati per soffocare un incendio di tale natura poiché particolarmente efficaci nella schermatura delle radiazioni e soprattutto secchi, così da non produrre colonne di vapori radioattivi. Il 2 ottobre uno degli elicotteri durante una manovra di sgancio materiali sulla verticale del reattore, urtò i cavi di una gru impegnata in lavori di costruzione e precipitò. Le quattro vittime dell'incidente furono Volodymyr Kostjantynovyč Vorobjov, Oleksandr Jevhenovič Junhkind, Leonid Ivanonovyč Chrystyč e Mykola Oleksandrovič Hanžuk.

### Divulgazione delle notizie e reazioni internazionali
Nella situazione internazionale di guerra fredda che perdurava da decenni, l'Unione Sovietica aveva sistematicamente mantenuto il massimo segreto sui programmi nucleari civili e militari; inoltre non erano state mai divulgate notizie su precedenti gravi incidenti verificatesi negli impianti sovietici. La necessità di mostrare una facciata trionfalistica di successi tecnologici e di realizzazioni scientifiche, di combattere la guerra di propaganda con le potenze occidentali senza mostrare debolezze che l'avrebbero esposta agli attacchi polemici statunitensi, l'esigenza di non rivelare i fallimenti del regime, imponevano ai dirigenti sovietici la totale riservatezza su argomenti ritenuti di interesse nazionale prioritario. Nonostante la presenza al potere di una nuova dirigenza guidata da Michail Gorbačëv teoricamente più aperta verso il mondo non comunista, i capi politici non informarono affatto nei primi giorni i cittadini sugli eventi di Cernobyl'. In questa occasione, tuttavia, mantenere riservata la notizia della catastrofe era impossibile; la nube radioattiva si stava spostando velocemente e, dopo aver raggiunto nella notte del 26 aprile la Bielorussia, proseguì in Lituania e quindi nel Mar Baltico.
La mattina del 27 aprile, in Svezia, alcuni lavoratori in ingresso alla centrale di Forsmark fecero scattare l'allarme a seguito della rilevazione di alti indici di radioattività. Si suppose, visto l'elevato livello dei dati, che vi fosse una falla all'interno della centrale e i responsabili cominciarono immediatamente a fare controlli in tutti gli impianti. Assicuratisi che le loro centrali fossero perfettamente in sicurezza, cominciarono a cercare altrove la fonte delle radiazioni e giunsero così fino in Unione Sovietica.
Chiesero spiegazioni al governo domandando perché non era stato avvisato nessuno. Dapprima il governo negò la cosa ma ormai anche nelle altre nazioni gli anomali livelli radioattivi avevano messo al corrente l'Europa intera che un grave incidente era occorso in una centrale sovietica.
Il mondo intero cominciò a fare pressione e, così, i sovietici rilasciarono le prime e scarne dichiarazioni sull'incidente.

### Evacuazione
Le misure di sicurezza adottate dopo il verificarsi dell'esplosione coinvolsero migliaia di vigili del fuoco e militari accorsi immediatamente sul luogo del disastro. Benché la situazione apparisse nell'immediato critica, la città di Pryp"jat' venne evacuata solo il 27 aprile con 1100 autobus, con la scusa di un allontanamento momentaneo precauzionale. Una settimana dopo il raggio della zona di esclusione  venne portato da 10 a 30 chilometri, a maggio furono ordinate ulteriori evacuazioni anche in villaggi a 400 chilometri dalla centrale che coinvolsero in totale 116 000 persone. Il mattino del 26 aprile 1986 è stato documentato da Vladimir Ševčenko che, non consapevole dei rischi a cui era sottoposto, si avventurò nella zona fortemente contaminata senza alcuna precauzione, arrivando addirittura a filmare a pochi metri sopra il reattore in fiamme. A causa delle radiazioni Ševčenko si ammalò e morì anch'egli dopo lunga malattia. Nel suo filmato sono visibili le migliaia di mezzi dell'esercito accorsi sul luogo. Peraltro quel 26 aprile gli operai impegnati nella costruzione dei reattori 5 e 6 andarono regolarmente al lavoro; nessuno li aveva avvertiti.
La commissione d'inchiesta, viste le condizioni di numerose persone già sotto terapia, decise, la notte del 27 aprile, l'evacuazione della città. Fu detto ai cittadini di portare con sé pochi effetti personali, che sarebbero stati trasferiti in misura precauzionale e che in breve tempo avrebbero potuto far ritorno alle loro abitazioni. Le autorità sovietiche cominciarono a evacuare la popolazione dell'area circostante Černobyl' 36 ore dopo l'incidente.
Giunsero da Kiev decine di autobus che successivamente vennero abbandonati in una sorta di cimitero nella zona interdetta, dove ancora oggi si possono osservare migliaia di mezzi utilizzati per lo sgombero e la gestione della zona. Molti sono veicoli militari. L'evacuazione è stata documentata da Michail Nazarenko e si può notare la sottile calma che quel giorno era in città. Nessuno era realmente conscio di ciò che stava accadendo. Decine di persone si soffermarono fino a tardi, la notte dell'esplosione, per ammirare la luce scintillante sopra il reattore. Nel maggio 1986, circa un mese dopo, tutti i residenti nel raggio di 30 km dall'impianto, circa 116 000 persone, erano stati trasferiti.

Il seguente è il testo dell'annuncio dell'evacuazione del 27 aprile, diffuso tramite altoparlanti montati su veicoli militari e delle forze dell'ordine:
fidati compagni, il consiglio comunale dei Deputati informa che in seguito ad un incidente alla centrale nucleare di Černobyl' nella città di Pryp"jat', la quantità di radiazioni nell'aria è aumentata sopra la norma. Grazie al Partito Comunista e alle forze di polizia sovietiche, le misure d'emergenza necessarie sono state prese. Quindi, per assicurare una completa sicurezza per il popolo, specialmente per i vostri bambini, è necessario evacuare temporaneamente i cittadini nella zona di Kiev. Di conseguenza, ogni appartamento verrà liberato e oggi, 27 aprile a partire dalle 14:00, dei bus verranno messi a disposizione dalla polizia e dai rappresentanti del Partito Cittadino. È consigliato di portare con voi: documenti d'identità, effetti personali necessari e cibo per un pasto. I responsabili delle imprese e delle istituzioni hanno determinato una cerchia di lavoratori che rimarranno sul posto per garantire il normale funzionamento delle imprese della città. Tutti gli appartamenti, durante l'evacuazione, verranno sorvegliati dagli ufficiali di polizia.
Compagni, mentre temporaneamente libererete le vostre case, per favore, non dimenticate di: chiudere tutte le finestre, di spegnere tutti gli impianti elettrici e del gas e di chiudere i rubinetti. Per favore rimanete calmi, organizzati e mantenete l'ordine durante l'evacuazione temporanea.»

### Rimozione dei detriti
Una volta spento l'incendio e tamponata la situazione di emergenza, negli anni successivi si procedette alle operazioni di recupero e di decontaminazione dell'edificio e del sito del reattore e delle strade intorno, così come alla costruzione di un "sarcofago" per coprire il reattore esploso. Incaricati di queste operazioni furono i cosiddetti liquidatori. In base a leggi promulgate in Bielorussia, Russia e Ucraina, 600 000 persone, fra militari e civili, ricevettero speciali certificati e l'associata medaglia che confermavano il loro status di "liquidatori", sebbene altre stime basate su registri nazionali parlino di 400 000 e altre addirittura di 800 000. In ogni caso, fra il totale dei liquidatori la popolazione costituita dalle 226 000 ~ 240 000 persone che operarono nella zona in un raggio di 30 km e negli anni 1986 e 1987 è quella che ricevette la dose di radiazioni più elevata.
Il resto lavorò in aree oltre i 30 km oppure negli anni fra il 1988 e il 1990, quando il livello di radiazioni si era già notevolmente abbassato.
I primi liquidatori furono coloro che vennero incaricati di prelevare i blocchi di grafite dal tetto per gettarli a braccia dentro allo squarcio dove si trovava il reattore. Vennero informati a questo punto dei rischi e moltissimi non indugiarono un momento pur essendo consapevoli della pericolosità dell'operazione. Erano sottoposti a turni di due minuti l'uno, in seguito, fu stimato che questi turni non avrebbero dovuto superare i 40 secondi di esposizione, pena una fortissima dose efficace ricevuta. Dovevano uscire sul tetto, caricare a braccia un blocco di grafite di circa 50 chilogrammi di peso e buttarlo il più rapidamente possibile nello squarcio. Alcuni dovevano invece, con l'ausilio di un badile, spalare i detriti sempre all'interno del reattore. Erano protetti da indumenti che potevano garantire soltanto un minimo di protezione dalle radiazioni. Fu promesso loro che al termine di un monte di ore di servizio sul sito del disastro avrebbero avuto il diritto alla pensione anticipata di tipo militare. Tra i liquidatori c'erano numerosi civili provenienti da tutta l'ex Unione Sovietica.

#### Effetto dei detriti
Il 9 maggio 1986, le 5 000 tonnellate di boro, dolomia, argilla e carburo di boro scaricate nei primi giorni sul reattore per spegnere l'incendio della grafite gravarono così tanto sul reattore già distrutto da crollare ulteriormente dentro la voragine. Da questo ulteriore crollo si sprigionò un'ulteriore, più debole, colonna di fumi radioattivi che causò un rilascio di materiale di fissione che si sparse in un raggio di 35 chilometri, già evacuati, attorno alla centrale.
Secondo gli esperti vi erano buone possibilità che il nocciolo ancora incandescente e pieno di attività potesse sprofondare ulteriormente arrivando a contatto con l'acqua delle falde, causando così nuove esplosioni di vapore. Vennero chiamati dei minatori che lavorarono a braccia sotto il reattore scavando un tunnel per inserire sistemi di raffreddamento nei livelli inferiori della centrale. Spesso le mascherine protettive rendevano loro difficoltosa la respirazione, costringendoli a lavorare in condizioni al limite del sopportabile. La mappatura definitiva, condotta con l'ausilio di robot automatizzati, del combustibile disperso nei livelli inferiori della centrale attestò comunque che in nessun caso il nucleo liquefatto superò il solaio immediatamente sopra le fondamenta della centrale.

### Il sarcofago
Tra i 600 000 liquidatori si trovano anche coloro che si adoperarono per la costruzione del sarcofago esterno. I primi due anni 1986-1987 circa 226 000 ~ 240 000 persone si alternarono per la pulizia e la realizzazione dello scudo protettivo. Il reattore necessitava di essere isolato al più presto assieme ai detriti dell'esplosione, che comprendevano 180 tonnellate di combustibile, pulviscolo altamente radioattivo e 740 000 metri cubi di macerie contaminate. Fu quindi progettata la realizzazione di un sarcofago di contenimento per far fronte all'emergenza.
Viste le necessità, fu impiegata una fila di camion come fondazioni delle pareti di cemento, per un totale di 300 000 tonnellate che, erette per il contenimento del reattore e la struttura portante del sarcofago, sono le stesse macerie del reattore n° 4 e materiale metallico (1 000 tonnellate), il che rende il complesso sia instabile sia poco sicuro.
La volta era sostenuta da tre corpi principali che sorreggono la copertura superiore costituita da tubi di 1 metro di diametro e di pannelli di acciaio.
La parete sud è stata realizzata prevalentemente da pannelli di acciaio che alzandosi per alcune decine di metri si inclinavano di circa 115 gradi per poi concludere verticalmente formando il tetto.
La parete est era la parete non collassata dello stesso reattore, mentre la parete a nord era un puzzle di acciaio, cemento e mura semidistrutte. La parete ovest, quella più spesso impressa sulle foto, per la sua complessità è stata realizzata a parte e poi montata con l'ausilio di gru sulla facciata.
Il suddetto sarcofago è stato creato a tempo record tra il maggio e il novembre 1986, ma ogni anno, proprio per la povertà dei materiali usati e per la mancanza di una più seria progettazione, nuove falle si aprivano continuamente nella struttura, per un totale di oltre 1.500 metri quadrati di superficie. Alcune fessure raggiungevano i 10 metri quadrati di superficie, tali da potervi lasciar passare tranquillamente un'automobile. La pioggia vi si infiltrava all'interno e rischiava di contaminare le falde, benché sotto il reattore fosse stato costruito a braccia un tunnel per isolare il nocciolo fuso dal terreno. Circa 2 200 metri cubi di acqua si riversavano all'interno del sarcofago ogni anno facendo aumentare di 10 volte la tensione meccanica sulle fondazioni che va da un minimo di 0,2 MPa fino a un massimo di 2 MPa. Il basamento sprofondò di quattro metri, permettendo l'infiltrarsi di materiale radioattivo nelle falde acquifere comunicanti con i fiumi Pryp"jat' e Dnepr che a loro volta scorrono fino al mar Nero. 30 milioni di persone lungo il corso dei fiumi si servono di essi. La temperatura all'interno del sarcofago raggiunge in alcuni punti, ancora oggi, 1 000°C in prossimità del nocciolo e tale temperatura contribuisce al costante indebolimento e alla deformazione della struttura.
Nel febbraio del 2013, sotto il peso di una nevicata insolitamente copiosa, è crollata una parte del tetto del locale turbine adiacente al sarcofago. Tale crollo ha provocato l'immediata evacuazione degli operai del vicino cantiere del nuovo sarcofago per alcuni giorni, per il timore che il crollo avesse coinvolto anche parti del sarcofago stesso.
Il vecchio sarcofago non è mai stato dichiarato come una struttura di contenimento permanente. Ad aggravare la situazione è la sismicità della zona del Pryp"jat'.

#### All'interno del sarcofago

Livelli di radioattività in base alle sostanze, della lava risultante dalla fusione del nocciolo e del reattore numero 4

All'interno del sarcofago si trovano le macerie dell'intera struttura che conteneva il reattore. Si impiegò moltissimo per poter conoscere che cosa si trovava sotto le macerie e i detriti scaricati. I tecnici in azione in quel periodo critico riferiscono che era terribile lavorare in quelle condizioni sempre con un contatore Geiger a portata di mano e che spesso rilevavano una radioattività tollerabile come 1 o 5 R/h, ma spesso bastava voltare l'angolo per dover scappare davanti a esposizioni di 500 R/h.
Dopo la costruzione dello scudo di acciaio e cemento, nelle pareti in muratura interne rimaste sono stati effettuati dei buchi per ispezionare mediante l'uso di telecamere e apparecchiature radiocomandate la condizione interna dell'edificio semidistrutto. Inizialmente i tecnici e gli operatori supposero di trovare il reattore sepolto là sotto tra le macerie, ma con loro grande stupore si resero conto che non era rimasto più niente e che esso si era fuso assieme al nocciolo, colando lungo i piani sottostanti. La lava radioattiva aveva formato una stalagmite dalla curiosa forma che assomiglia a un "Piede d'elefante" e proprio così è stata ribattezzata. È formata dal reattore e dal nocciolo fusi ed è composta da uranio, cesio, plutonio, grafite e altro materiale. È altamente radioattiva, per questo il video del "Piede d'elefante" è stato realizzato tramite apparecchiatura radiocomandata.

#### Nuovo sarcofago
Nel 1997, al vertice del G7 a Denver, fu fondato il Chernobyl Shelter Fund per raccogliere fondi per mettere in sicurezza il reattore. Il nuovo progetto prevedeva la costruzione di un nuovo sarcofago di diversa concezione, realizzato con materiali più sicuri e montato su binari. La struttura a cupola, conclusa nel 2016, successivamente sarebbe dovuta essere spinta fino sopra il vecchio sarcofago così da evitare agli addetti ai lavori l'esposizione diretta alle radiazioni. Nel 1998 il costo stimato per la sua progettazione e realizzazione raggiungeva i 780 milioni di dollari, fino a lievitare oltre un miliardo di dollari; esso metterebbe in sicurezza il sito per circa 100 anni.
La Shelter Implementation Plan (SIP) è una cooperativa che si è adoperata per raccogliere i fondi per la realizzazione della nuova cupola, che la sola Ucraina non sarebbe stata in grado di fronteggiare. La SIP è stata composta e supportata dall'Unione europea, dagli Stati Uniti e dalla stessa Ucraina. Le uniche modifiche apportate al sarcofago prima della sua sostituzione sono state la realizzazione di accessi per la manutenzione e il monitoraggio del tetto ed un sistema per il controllo delle polveri.
Il progetto del nuovo sarcofago (NSC, ossia New Safe Confinement) prevedeva la realizzazione di una struttura a doppia volta (una sopra l'altra) di altezza massima pari a 92,5 metri e costituita da un totale di 85 elementi; parte della struttura è stata costruita esternamente al sito e il tutto è stato assemblato a 180 metri di distanza dal reattore.
Gli archi sono composti da materiale tubulare d'acciaio resistente e relativamente leggero per diminuire il peso della struttura e i costi d'assemblaggio; successivamente sono stati ricoperti con tre strati di pannelli poi ulteriormente rivestiti di Lexan, resina termoplastica di policarbonato in grado di prevenire l'accumularsi di particelle radioattive tra i vari corpi della volta.

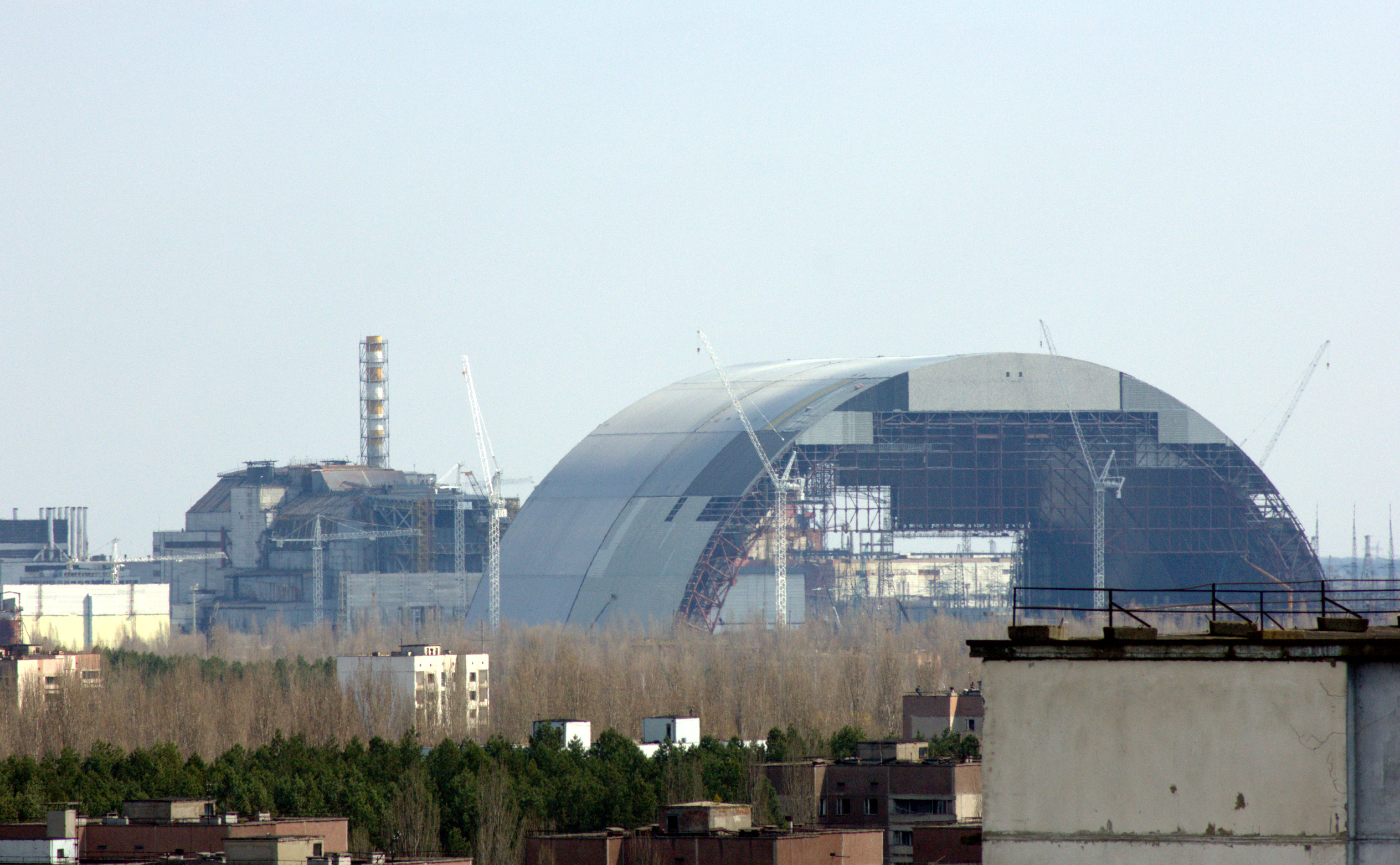
Il nuovo sarcofago in costruzione dinnanzi al reattore numero 4 di Černobyl'

Tra l'arco superiore, di campata pari a 270 metri e quello inferiore, di campata pari a 240 metri, intercorre nel punto più alto uno spazio di 12 metri. Sono state realizzate 12 doppie volte di una lunghezza di 13,5 metri che assemblate formano un unico corpo lungo oltre 150 metri.

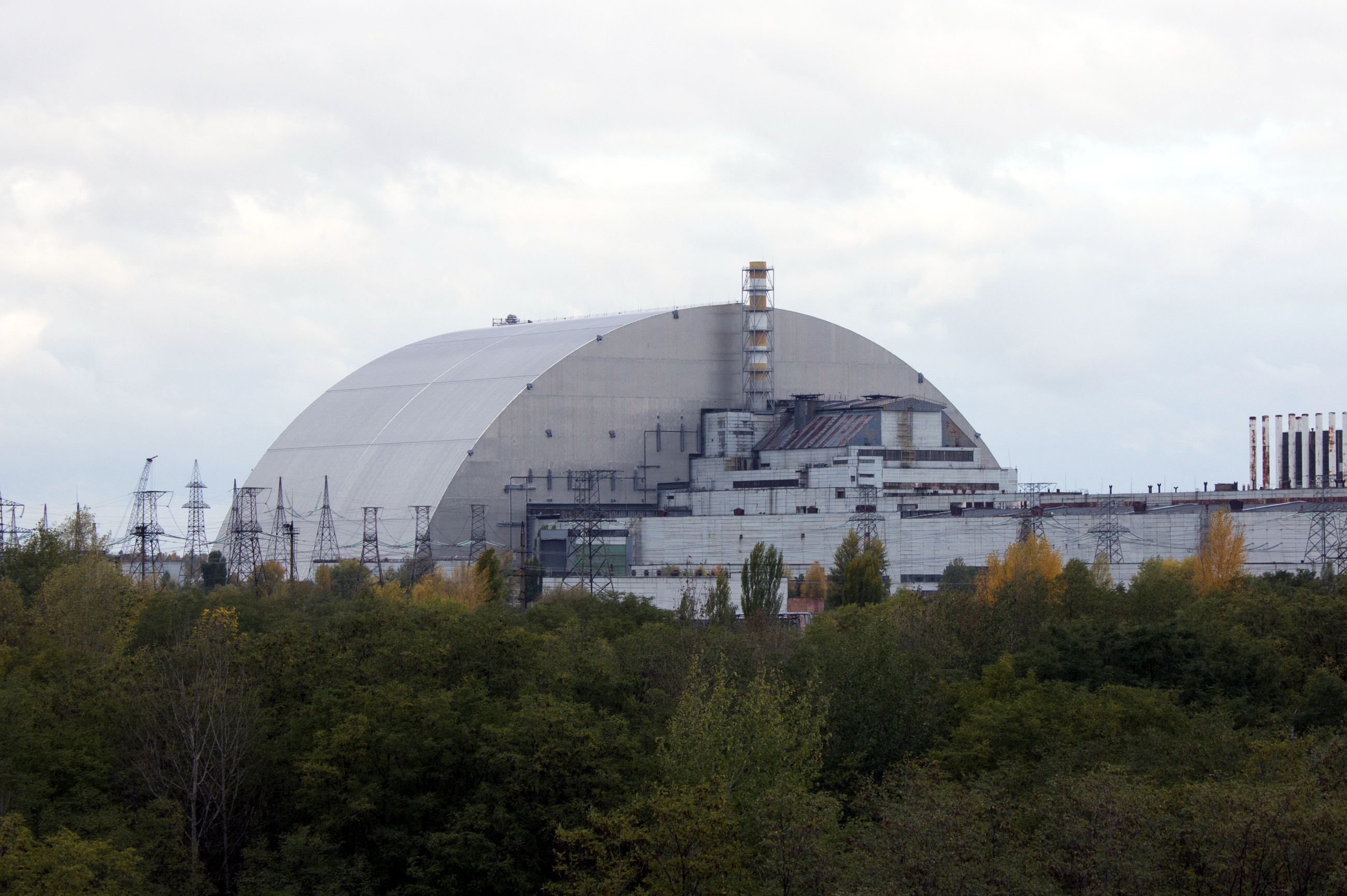
Il nuovo sarcofago nella posizione finale sul reattore numero 4 di Černobyl'

Si è cercato di rendere il tutto meno pesante possibile e gli scavi per la costruzione delle fondazioni sono stati minimi per evitare di smuovere il terreno in superficie, ancora fortemente contaminato a causa di scorie radioattive, terra, sabbia, e detriti della costruzione del primo sarcofago. Attraverso l'uso di binari, la struttura è stata trasportata direttamente sopra il sarcofago, così da evitare che gli operai venissero esposti direttamente alle radiazioni.
Il progetto, finito il 12 febbraio 2004, è stato approvato un mese dopo dal governo ucraino, ma è stato sottoposto a continue verifiche e non si sapeva precisamente quando e come sarebbe stato realizzato; il 27 aprile 2007, venne dichiarato che il sito di costruzione era in fase di preparazione, ma senza specificare altro; il 17 settembre 2007 la BBC ha dichiarato che stavano proseguendo i lavori. In principio erano previsti 5 anni per il completamento del NSC, ma la mancanza dei fondi necessari e i continui intoppi burocratici ed economici provocarono molti slittamenti nelle fasi di costruzione, dilatando i tempi di realizzazione.
Negli ultimi anni, prima del completamento della nuova struttura, si è temuto fortemente che il sarcofago del reattore numero 4 potesse cedere, anche per via delle radiazioni, che facilitavano la decomposizione dello stesso. Il vecchio sarcofago, progettato per durare fino al 2016, è stato finalmente sostituito dalla nuova struttura il 29 novembre 2016, impedendo così che una nuova nube composta da 5 tonnellate di polveri radioattive (sulle 198 tonnellate di nocciolo radioattivo), si liberasse nell'atmosfera europea.

## Conseguenze del disastro

### Rilascio di materiale radioattivo e contaminazione ambientale

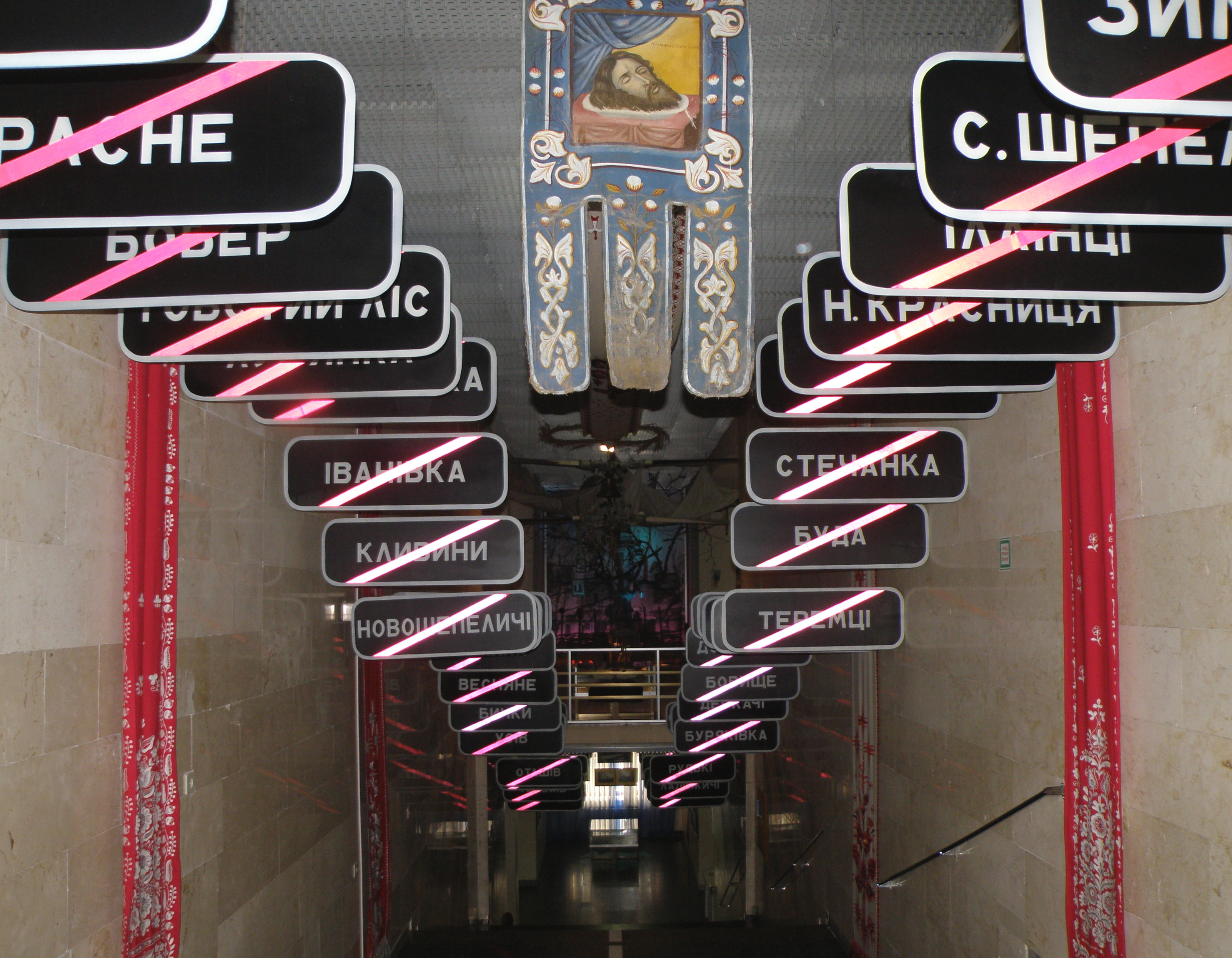
Le insegne delle città cancellate dalla mappa in seguito alla contaminazione radioattiva, esposte nel Museo Nazionale Ucraino "Černobyl'" a Kiev

L'UNSCEAR nel suo rapporto del 2000, sulla base di misure di radioattività e analisi di campioni, ha stimato che il rilascio totale di radioattività nell'atmosfera, escludendo l'attività dovuta ai gas nobili, è stato pari a 5.300 PBq. Il rapporto del Chernobyl forum, nel periodo 2003-2005, considerando la radioattività totale inclusi anche i gas nobili, arriva a una stima di 14 EBq, pari a 14 000 PBq.
Di queste, 1800 PBq sono dovute allo iodio-131 dalla emivita di 8 giorni, 85 PBq al cesio-137 di 30 anni di emivita, 10 PBq dovuti allo stronzio-90 e 3 PBq a isotopi di plutonio, che sono plutonio 239 e plutonio 240.
I più alti valori di cesio-133 si trovano sugli strati superficiali del terreno, da dove vengono assorbiti da piante e funghi e quindi entrano nella catena alimentare locale.
È risaputo che incendi possono liberare nuovamente le particelle radioattive. In particolare V. I. Yoschenko et al. documentarono il possibile incremento di mobilità del cesio, dello stronzio e del plutonio, a causa degli incendi delle foreste. In un esperimento, vennero accesi incendi e quindi misurati i livelli di radioattività nell'aria nelle zone poste sotto vento.
Sono avvenuti incendi nell'erba e nella foresta all'interno della zona contaminata, rilasciando pulviscolo radioattivo nell'atmosfera. Nel 1986 una serie di incendi distrusse 23,36 km² di foresta e, da allora, molti altri incendi sono scoppiati all'interno della zona dei 30 km. All'inizio del maggio del 1992 scoppiò un grave incendio e interessò 5 km² di terreno, compresi 2,7 km² di foresta. Questo portò a un forte incremento dei livelli di cesio nel pulviscolo atmosferico.

Mappa della contaminazione di cesio-137 in Bielorussia, Ucraina e Russia, relativa all'anno 1986

La contaminazione provocata dall'incidente di Černobyl' non interessò solo le aree vicine alla centrale, ma si diffuse irregolarmente secondo le condizioni atmosferiche, interessando soprattutto aree di Bielorussia, Ucraina e Russia.
Sempre lo stesso documento dell'UNSCEAR fa un rapporto delle aree contaminate e loro livello di contaminazione misurato sul cesio-137, riassunti del disastro nella seguente tabella e relativi alla mappa a fianco:
| Denominazione                                          | Livello di contaminazione                   | Superficie  | Popolazione residente        |
| ------------------------------------------------------ | ------------------------------------------- | ----------- | ---------------------------- |
| Area di esclusione, zone chiuse o confiscate           | > 1.480 kBq/m² (> 40 Ci/km²)                | 3100 km²    | 0 (evacuati tutti i 116.000) |
| Area a stretto controllo, zone di controllo permanente | fra 555 e 1.480 kBq/m² (fra 15 e 40 Ci/km²) | 7.200 km²   | 270.000                      |
| Zone di controllo periodico                            | fra 185 e 555 kBq/m² (fra 5 e 15 Ci/km²)    | 19.100 km²  | 830.000                      |
| Aree a bassa contaminazione                            | fra 37 e 185 kBq/m² (fra 1 e 5 Ci/km²)      | 200.000 km² | 5,6 milioni                  |

Fra le aree a bassa contaminazione, ve ne sono anche alcune che interessano i paesi scandinavi (Svezia, Danimarca, Finlandia e Norvegia) e dell'Europa orientale (Bulgaria, Romania, Grecia, Moldavia, Slovenia, Austria, Svizzera, Germania e anche 300 km² in Italia).
È stato calcolato che l'incidente di Černobyl' abbia rilasciato una quantità di radiazioni pari a 400 volte a quelle rilasciate in occasione della bomba caduta su Hiroshima. Alcuni ritengono tuttavia che altre azioni quali gli esperimenti nucleari del XX secolo abbiano liberato quantità di radiazioni ancora maggiori.

### Esposizione alle radiazioni
L'Organizzazione Mondiale della Sanità nel suo rapporto del 2006 fornisce una tabella che riporta la media delle dosi effettive accumulate su un totale di 20 anni dalle popolazioni più altamente esposte alle radiazioni dovute al disastro di Černobyl':
| Popolazione (anni di esposizione)                                                            | Numero    | Dose ricevuta (in media) sul totale dei 20 anni1     |
| Liquidatori (1986–1987) (più altamente esposti)                                              | 240.000   | > 100 mSv                                            |
| Evacuati (1986)                                                                              | 116.000   | > 33 mSv                                             |
| Residenti nelle zone a stretto controllo (> 555 kBq/m²) (1986–2005)                          | 270.000   | > 50 mSv                                             |
| Residenti nelle zone di bassa contaminazione (37 kBq/m²) (1986–2005)                         | 5.000.000 | 10 – 20 mSv                                          |
| Dosi medie da esposizione a fondo naturale di radiazione sul totale dei 20 anni:             |           |                                                      |
| Fondo Naturale di Radiazione 2,4 mSv/anno (range tipico 1-10, max > 20)                      |           | 48 mSv (intervallo tipico 20-200 mSv, max > 400 mSv) |
| Dosi tipiche approssimate da esposizione a pratiche mediche radiologiche (per ogni pratica): |           |                                                      |
| TAC completa                                                                                 |           | 12 mSv                                               |
| Mammografia                                                                                  |           | 0,13 mSv                                             |
| Radiografia del torace                                                                       |           | 0,08 mSv                                             |
| [1] Queste dosi sono addizionali a quelle dal fondo naturale di radiazione di 48 mSv.        |           |                                                      |

La tabella riporta inoltre un confronto con le dosi effettive che normalmente si ricevono a causa del fondo di radioattività naturale, in media 2,4 millisievert/anno, ma che può variare da 1 mSv a 10 mSv a seconda del luogo geografico, fino in alcuni casi anche a oltre 20 mSv, per popolazioni residenti nelle aree del mondo a più alta radiazione naturale, quali Ramsar in Iran (con picchi fino a 260mSv/anno), Guarapari in Brasile, Kerali in India e Yangjiang in Cina, nonché in persone residenti in fabbricati costruiti in granito. Senza che però sia stato evidenziato in queste popolazioni un effettivo rischio per la salute.

### Impatto sull'ambiente, flora e fauna

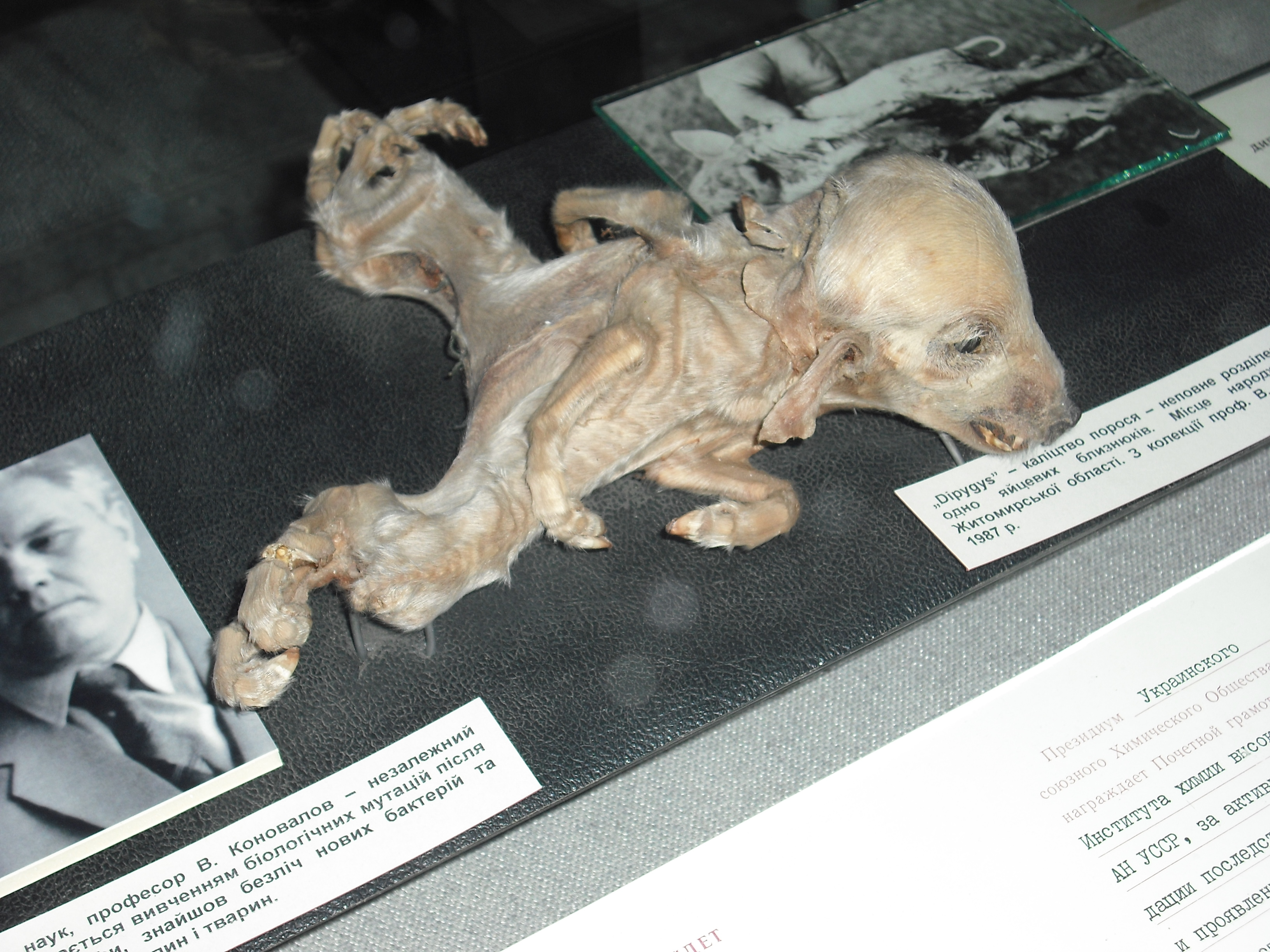
Un maiale nato con malformazioni congenite in seguito alle mutazioni provocate dalle radiazioni, esposto nel Museo Nazionale Ucraino "Černobyl'" a Kiev

Nell'area compresa in un raggio di 10 km dall'impianto furono registrati livelli di fallout radioattivo fino a 4,81 GBq/m². In quest'area si trovava un boschetto (circa 4 km²) di pini che a causa delle radiazioni virò verso un colore rossiccio e morì, assumendo il nome di Foresta Rossa. Vicine foreste di betulle e di pioppi tuttavia restarono verdi e sopravvissero. Nelle settimane e mesi successivi al disastro, nella stessa area, alcuni animali, tra cui una mandria di cavalli lasciata su un'isola del fiume Pryp"jat' a 6 km dalla centrale, morirono per danni alla tiroide dopo aver assorbito 150-200 Sv. Su una mandria di bovini lasciata sulla stessa isola si osservò uno sviluppo ritardato, per quanto la generazione successiva risultò normale.
Numerosi studi, molti dei quali condotti in anni recenti, hanno dimostrato conseguenze negative della contaminazione radioattiva per la fauna che abita le aree maggiormente contaminate.
Tra queste conseguenze figurano la riduzione dei livelli di antiossidanti, un incremento dello stress ossidativo e del danno genetico nella rondine. Tale incremento dello stress ossidativo conseguente all'esposizione alla contaminazione radioattiva è stato invocato per spiegare la dimostrata riduzione delle dimensioni dell'encefalo verificata su un campione di oltre 40 specie di uccelli in aree contaminate rispetto ad aree di controllo all'interno della stessa regione. Tale riduzione delle dimensioni dell'encefalo, verosimilmente legata a una riduzione della capacità cognitive, è stata associata a una riduzione delle prospettive di sopravvivenza, e potrebbe parzialmente rendere conto della riduzione della consistenza numerica di alcune specie di uccelli, dimostrata attraverso precedenti censimenti.
Dei circa 440.350 cinghiali cacciati in Germania nella stagione venatoria, più di 1.000 sono stati trovati contaminati con livelli di radiazioni oltre i limiti permessi di becquerel, probabilmente dovuti alla radiazione residua derivante dal disastro.
Nel 2009, l'autorità norvegese per l'agricoltura ha riportato che in Norvegia 18.000 animali hanno dovuto essere nutriti con cibo non contaminato per un certo periodo di tempo prima di essere macellati in modo da garantire che la carne potesse essere poi consumata. Anche questo era dovuto alla radioattività residua nelle piante con cui gli animali si cibano durante l'estate. Altri effetti della catastrofe di Černobyl' sono da aspettarsi per i prossimi 100 anni, sebbene la loro gravità sia destinata a diminuire in tale periodo.

### La contaminazione in Francia
La contaminazione in Francia fu oggetto di molte contestazioni. Il professor Pierre Pellerin, responsabile della radioprotezione al ministero della salute pubblica francese, al telegiornale di TF1 sosteneva che, a causa di una corrente d'aria in senso antiorario e della scarsità di piovaschi, il territorio francese non fosse stato contaminato e che, di conseguenza, polli e patate francesi erano commestibili. Altri sostennero che il governo francese spingeva una falsa propaganda per motivi d'interesse economico.
Guardando le carte della contaminazione in Francia, effettivamente questa è stata minore e ha interessato solo la metà più orientale dello Stato, intorno a Lione, in linea con quello che dichiararono le autorità francesi dell'epoca.

### La contaminazione in Scozia e Regno Unito
L'Agenzia per l'Energia Nucleare francese riporta che nel Regno Unito sono state introdotte restrizioni alla circolazione e la macellazione di 4,25 milioni di pecore nelle aree nel Sud-Ovest della Scozia, Inghilterra di Nord-Est, a Nord del Galles e Irlanda del Nord. Ciò è dovuto in gran parte alla diffusione di cesio relativamente mobile nel suolo torboso, ma la zona interessata e il numero di pecore contaminate si stanno riducendo in modo che, da gennaio 1994, circa 438.000 pecore erano ancora radioattive. Nel Nord-Est della Scozia (Ma89), dove gli agnelli erano allevati su pascoli contaminati, la loro attività è scesa a circa il 13% del valore iniziale dopo 115 giorni; dopo che gli animali hanno consumato mangimi incontaminati, è sceso a circa il 3,5%. Restrizioni per la macellazione e la distribuzione di ovini e renne, inoltre, al 2002 erano ancora in vigore in alcuni paesi nordici.

### La contaminazione in Italia
Le prime reazioni delle fonti ufficiali tesero a minimizzare il possibile impatto della nube radioattiva sul territorio italiano. Durante una conferenza stampa ai primi di maggio, la rivista La Nuova Ecologia e la Lega per l'Ambiente resero invece noti dati che documentavano la presenza preoccupante di radionuclidi su molte aree del Paese. Nei giorni successivi le autorità vietarono perciò il consumo degli alimenti più a rischio, come latte e insalata. Il 10 maggio, a Roma, una grande manifestazione popolare a cui parteciparono più di 200.000 persone segnò il primo passo verso il referendum che l'anno successivo portò all'abbandono dell'energia nucleare in Italia.
L'incidente e soprattutto i ritardi da parte delle autorità italiane nel dare l'allarme in una situazione che vedeva già dalla metà degli anni settanta una crescente mobilitazione contro il nucleare, rappresentarono un punto di svolta nella storia dell'ambientalismo italiano. Per il referendum del 1987 vennero raccolte in pochi mesi oltre un milione di firme, l'associazione Legambiente e il WWF raddoppiarono i soci, mentre alle elezioni politiche del 1987 i Verdi ottennero quasi un milione di voti. Ancora oggi sono riscontrabili nell'ambiente e nei sedimenti dei fiumi alcune tracce, innocue per la salute e per l'ambiente, degli elementi radioattivi depositati dalla nube.

### Conseguenze politiche
Il 14 maggio il presidente Michail Gorbačëv, dopo settimane di silenzio annunciò una conferenza sull'incidente in concerto con l'AIEA da tenersi a Vienna in agosto e la pubblicazione di tutte le informazioni del caso, che però rimasero secretate ai russi. Il disastro, relativamente contenuto rispetto agli effetti di un ordigno atomico, tenne in scacco le forze armate e sociali nonché economiche del Paese, dando una dimostrazione concreta di cosa avrebbe comportato l'utilizzo di una sola bomba atomica. L'11 ottobre 1986 Gorbačëv incontrò Reagan per trattare la questione che avrebbe portato l'8 dicembre 1987 a firmare il trattato INF (Intermediate-Range Nuclear Forces) per lo smantellamento dei missili.
La preoccupazione dell'opinione pubblica, inoltre, portò diversi paesi a rivedere le politiche energetiche basate sul nucleare.

## Vittime del disastro e conseguenze sanitarie
Allo scopo di produrre un resoconto scientifico riguardo al numero delle vittime e ai danni alla salute e all'ambiente, l'ONU ha promosso un incontro istituzionale, denominato Chernobyl Forum, al quale hanno preso parte fra gli altri l'Organizzazione Mondiale della Sanità, gli istituti superiori di sanità di Russia, Bielorussia e Ucraina, l'UNSCEAR, la IAEA, la FAO ecc. con l'assistenza di più di 100 esperti internazionali. Dopo vari incontri, il Chernobyl Forum ha fornito un numero che risulta molto meno drammatico di quanto la sensazione collettiva si aspettasse; in particolare, il numero delle vittime risulta essere di 65 morti accertati con sicurezza, le cause della cui morte sono così stabilite: 2 lavoratori della centrale morti sul colpo a causa dell'esplosione; 1 per trombosi coronarica; fra i 1057 soccorritori di emergenza, 134 hanno contratto la sindrome da radiazione acuta; di questi 28 sono morti nei mesi successivi, altri 19 sono morti negli anni fra il 1987 e il 2005 per varie cause non necessariamente e direttamente imputabili all'esposizione alla radiazione, anzi in molti casi sicuramente no. Fra la popolazione all'epoca di età 0-18 anni si sono registrati negli anni 1986-2005 4.000 casi di tumore alla tiroide, di cui 9 morti per degenerazione del tumore, altri 6 morti invece per cause diverse non imputabili al tumore. Infine sono da aggiungersi i 4 pompieri morti per la caduta dell'elicottero dal quale stavano spegnendo le fiamme. A rigore dunque, anche fra i morti accertati come sicuramente dovuti al disastro, la cifra di 65 è da considerarsi in eccesso, essendo invece la cifra di 30 morti (i 2+28 riportati nel rapporto del 2000 dell'UNSCEAR) una stima per difetto, e forse più aderente alla realtà.
L'azione di sorveglianza epidemiologica condotta dagli istituti superiori di sanità di Russia, Bielorussia e Ucraina, così come anche dall'OMS, su liquidatori, evacuati e popolazione residente (5 milioni) a lungo raggio, non ha evidenziato aumento rispetto alla situazione precedente al disastro né di leucemie, né di tumori solidi altri che il tumore alla tiroide, né infine di anomalie genetiche, malformazioni congenite alla nascita, aborti spontanei o riduzione della fertilità. Tuttavia sempre il Chernobyl Forum stima in aggiuntive 4.000 morti presunte in eccesso per leucemie e tumori su un arco di 80 anni, morti che non è stato né sarà possibile rilevare epidemiologicamente, distinguere statisticamente rispetto a fluttuazioni casuali, evidenziare rispetto alle circa 1 milione di persone che comunque sarebbero morte per malattie oncologiche per cause non legate all'incidente. Tumori e leucemie infatti normalmente incidono in media per un 20~25% dei decessi naturali nella popolazione umana.
Di seguito la tabella che fornisce in modo riassuntivo il resoconto ufficiale del Chernobyl Forum:
| Mortalità e malattie in eccesso accertate con sicurezza:                                         |                                   |                                        |                                             |                                   |                                   |                                  |           |                                |
| Popolazione                                                                                      | Numero                            | Radiazioni assorbite                   | Malati                                      | Periodo                           | Patologia                         | Mortalità                        | Periodo   | Causa                          |
| Personale della centrale                                                                         |                                   |                                        |                                             |                                   |                                   | 2                                | 1986      | esplosione                     |
| Personale della centrale                                                                         | 1                                 | 1986                                   | trombosi coronarica                         |                                   |                                   |                                  |           |                                |
| Soccorritori                                                                                     | 1057                              | 2-20 gray (ovvero più di 2-20 sievert) | 134                                         | 1986                              | sindrome acuta da radiazioni      | 28                               | 1986      | radiazioni                     |
| Soccorritori                                                                                     | 1057                              | 2-20 gray (ovvero più di 2-20 sievert) | 134                                         | 1986                              | sindrome acuta da radiazioni      | 19                               | 1987-2004 | varie cause, di cui 3 leucemie |
| Popolazione in età 0-18 anni al 1986                                                             |                                   | 0,03 - qualche gray                    | 4000 (+1000% casi in più del normale) (ONU) | 1986-2002                         | tumore della tiroide              | 15                               | 1986-2002 | tumore della tiroide           |
| Liquidatori                                                                                      | 600.000                           | 100 millisievert                       | non epidemiologicamente rivelato            | 1986-2002                         | tumori e leucemie                 | non epidemiologicamente rivelato | 1986-2002 | tumori e leucemie              |
| Evacuati                                                                                         | 116.000                           | 10-30 millisievert                     | non epidemiologicamente rivelato            | 1986-2002                         | tumori e leucemie                 | non epidemiologicamente rivelato | 1986-2002 | tumori e leucemie              |
| Popolazione residente in aree a stretto controllo                                                | 270.000                           | 50 millisievert                        | non epidemiologicamente rivelato            | 1986-2002                         | tumori e leucemie                 | non epidemiologicamente rivelato | 1986-2002 | tumori e leucemie              |
| Popolazione residente in zone a largo raggio contaminate da 37 kBq/m² in su                      | 5.000.000                         | 10-20 millisievert                     | non epidemiologicamente rivelato            | 1986-2002                         | tumori e leucemie                 | non epidemiologicamente rivelato | 1986-2002 | tumori e leucemie              |
| Mortalità e malattie in eccesso presunte ma che non sarà possibile rivelare epidemiologicamente: |                                   |                                        |                                             |                                   |                                   |                                  |           |                                |
| Popolazione                                                                                      | Numero                            | Radiazioni assorbite                   | Malati                                      | Periodo                           | Patologia                         | Mortalità in eccesso             | Periodo   | Causa                          |
| Liquidatori 1986-1987 (< 30 km)                                                                  | ~200.000                          | 100 millisievert                       |                                             |                                   |                                   | 2200                             | 1986-2081 | tumori e leucemie              |
| Evacuati                                                                                         | 116.000                           | 10-30 millisievert                     |                                             |                                   |                                   | 160                              | 1986-2081 | tumori e leucemie              |
| Popolazione residente in aree a stretto controllo                                                | 270.000                           | 50 millisievert                        |                                             |                                   |                                   | 1600                             | 1986-2081 | tumori e leucemie              |
| Popolazione residente in zone a largo raggio contaminate da 37 kBq/m² in su                      | 5.000.000                         | 10-20 millisievert                     |                                             |                                   |                                   | incerto, forse 5000              | 1986-2081 | tumori e leucemie              |
| Totale mortalità certe + presunte                                                                | Totale mortalità certe + presunte | Totale mortalità certe + presunte      | Totale mortalità certe + presunte           | Totale mortalità certe + presunte | Totale mortalità certe + presunte | 65 + 4.000                       | 1986-2081 | tutte                          |

### Controstime
Il rapporto del Chernobyl Forum è stato però contestato dal gruppo dei Partito Verde Europeo del parlamento europeo che ha stilato un rapporto alternativo denominato TORCH (ovvero The Other Report on Chernobyl). Il rapporto TORCH concorda con il Chernobyl Forum sulla stima dei 65 morti sicuri, ma se ne distingue sulla stima dei morti presunti. In particolare evidenzia come nel rapporto del Chernobyl Forum oltre ai 4.000 morti presunti fra liquidatori, evacuati e popolazione residente in aree a stretto controllo, si parla di un ulteriore 0,6% di casi in più per tumori e leucemie fra la popolazione residente in aree debolmente contaminate (5 milioni), che ammonterebbe a ulteriori 5.000 morti presunti in più, per arrivare dunque a un totale di 9000 morti presunti. Il TORCH va oltre e, considerando anche la popolazione residente in tutta Europa e persino in tutto il mondo raggiunta da contaminazioni molto deboli, fino anche a meno di 37 kBq/m², e considerando il modello linear no-threshold (LNT), arriva a fornire ulteriori 30.000~60.000 decessi in eccesso su tutta la popolazione mondiale che comunque sarà del tutto impossibile evidenziare, essendo una frazione inferiore allo 0,005% di tutti quelli (1 miliardo e 200 milioni) che comunque moriranno per tumori e leucemie dovuti a cause naturali.
Altre formazioni antinucleariste hanno contestato il rapporto del Chernobyl Forum. Fra queste si segnala il rapporto di Greenpeace che fornisce stime di 100.000 ~ 270.000 vittime, fino ad arrivare a presentare addirittura la cifra di 6 milioni di morti per tumore direttamente imputabili a Černobyl' fra tutta la popolazione globale mondiale. Il rapporto di Greenpeace non risulta del tutto chiaro nel fornire una stima precisa del numero di morti, almeno nell'ordine di grandezza. Qui di seguito viene riportata esattamente la tabella che appare nel rapporto di Greenpeace per essere lasciata all'interpretazione:
| Popolazione                                                                     | Numero | Radiazioni assorbite | Malati | Periodo | Patologia | Mortalità in eccesso | Periodo (anni) | Causa                                                |
| ------------------------------------------------------------------------------- | ------ | -------------------- | ------ | ------- | --------- | -------------------- | -------------- | ---------------------------------------------------- |
| Liquidatori 1986-1987 e Residenti in aree della Russia meno contaminate         |        |                      |        |         |           | 145                  | nd             | tutte le malattie                                    |
| Liquidatori 1986-1987, Evacuati, Residenti in aree altamente contaminate        |        |                      |        |         |           | 4.000                | nd             | tumori solidi, leucemie                              |
| Liquidatori 1986-1987, Evacuati, Residenti in aree altamente e meno contaminate |        |                      |        |         |           | 9.335                | 95             | tumori solidi                                        |
| Liquidatori 1986-1987, Evacuati, Residenti in aree altamente e meno contaminate | 10     | leucemie             |        |         |           | 9.335                |                |                                                      |
| Popolazione dell'Ucraina, Russia e Bielorussia                                  |        |                      |        |         |           | 9.335                | 95             | tutti i tumori esclusa tiroide                       |
| Popolazione globale mondiale                                                    |        |                      |        |         |           | 17.400               | 50             | tutte le malattie                                    |
| Popolazione globale mondiale                                                    |        |                      |        |         |           | 32.000               | nd             | malattie tumorali e non                              |
| Popolazione globale mondiale                                                    |        |                      |        |         |           | 46.000 - 150.000     | 70             | tumori alla tiroide, altri tumori e leucosi          |
| Residenti in aree altamente contaminate                                         |        |                      |        |         |           | 210.000              | 15             | tutte le malattie                                    |
| Popolazione globale mondiale                                                    |        |                      |        |         |           | 475.368              |                | tutti i tumori                                       |
| Popolazione globale mondiale                                                    |        |                      |        |         |           | 905 016 - 1 809 768  | nd             | esposizioni acute a tutti i tumori (esclusa tiroide) |
| Popolazione globale mondiale                                                    |        |                      |        |         |           | fino a 6.000.000     | 70             | tutti i tumori                                       |

Viene inoltre spesso riportata su quotidiani un'altra stima dovuta a Nikolaj Omeljanec', vicecapo di una commissione ucraina per la protezione dalle radiazioni, che parla di 34.499 vittime fra i liquidatori e, a tutt'oggi, almeno 500.000 morti fra i 2 milioni di esposti alle radiazioni in Ucraina.
Come risulta dalle tabelle, per comprendere l'entità del disastro è necessario analizzarne gli effetti, in termini di radiazioni assorbite, malati e mortalità in eccesso, su diverse popolazioni da considerare separatamente: il personale della centrale e i soccorritori delle prime ore (emergency workers); la popolazione di età 0-18 al 1986 residente in zone a partire da 37 KBq/m²; i liquidatori che lavorarono al recupero dal 1986 al 1990; tutta la popolazione a largo raggio residente in zone a partire da 37 kBq/m²; resto della popolazione mondiale.

### Personale della centrale e soccorritori

Contributi dei diversi radioisotopi alla radioattività (nell'aria) dopo il disastro di Černobyl'. Il grafico si basa sui dati del rapporto dell'OECD.

A causa dell'esplosione del reattore morirono sul colpo due lavoratori della centrale, travolti dai detriti, mentre un lavoratore morì di trombosi coronarica. Quattro pompieri morirono in seguito alla caduta dell'elicottero appesantito dalle lastre di piombo con cui era stato foderato il fondo, col quale stavano scaricando cemento nel reattore.
Nelle prime ore successive all'incidente, le operazioni di emergenza per il contenimento del disastro furono a carico di circa 1057 soccorritori (emergency workers), fra personale della centrale e del centro medico locale, forze dell'ordine e pompieri non adeguatamente equipaggiati e preparati a una tale evenienza. Ad essi fu affidato il compito di spegnere l'incendio operando in condizioni al limite della sopravvivenza e ricevendo altissime dosi di radiazioni, al di là del fondo scala dei dosimetri di cui erano equipaggiati, ma che fu possibile stimare per mezzo degli effetti biologici patiti. Fra lavoratori e soccorritori di emergenza, 237 furono ricoverati e su 134 di loro fu riscontrata la sindrome da intossicazione radioattiva acuta per aver ricevuto dosi di radiazioni comprese tra i due e i venti gray. Di questi, 28 persone morirono nel 1986, nei giorni seguenti all'incidente. Inoltre altri 19 morirono nel periodo dal 1987 al 2006, sebbene per alcuni di questi ultimi la causa della morte non possa essere con certezza direttamente attribuita all'esposizione alle radiazioni (anzi per alcuni certamente non lo è). Il numero totale delle vittime fra il personale della centrale e i soccorritori di emergenza ammonta pertanto a 50, secondo la stima massima.

### Liquidatori

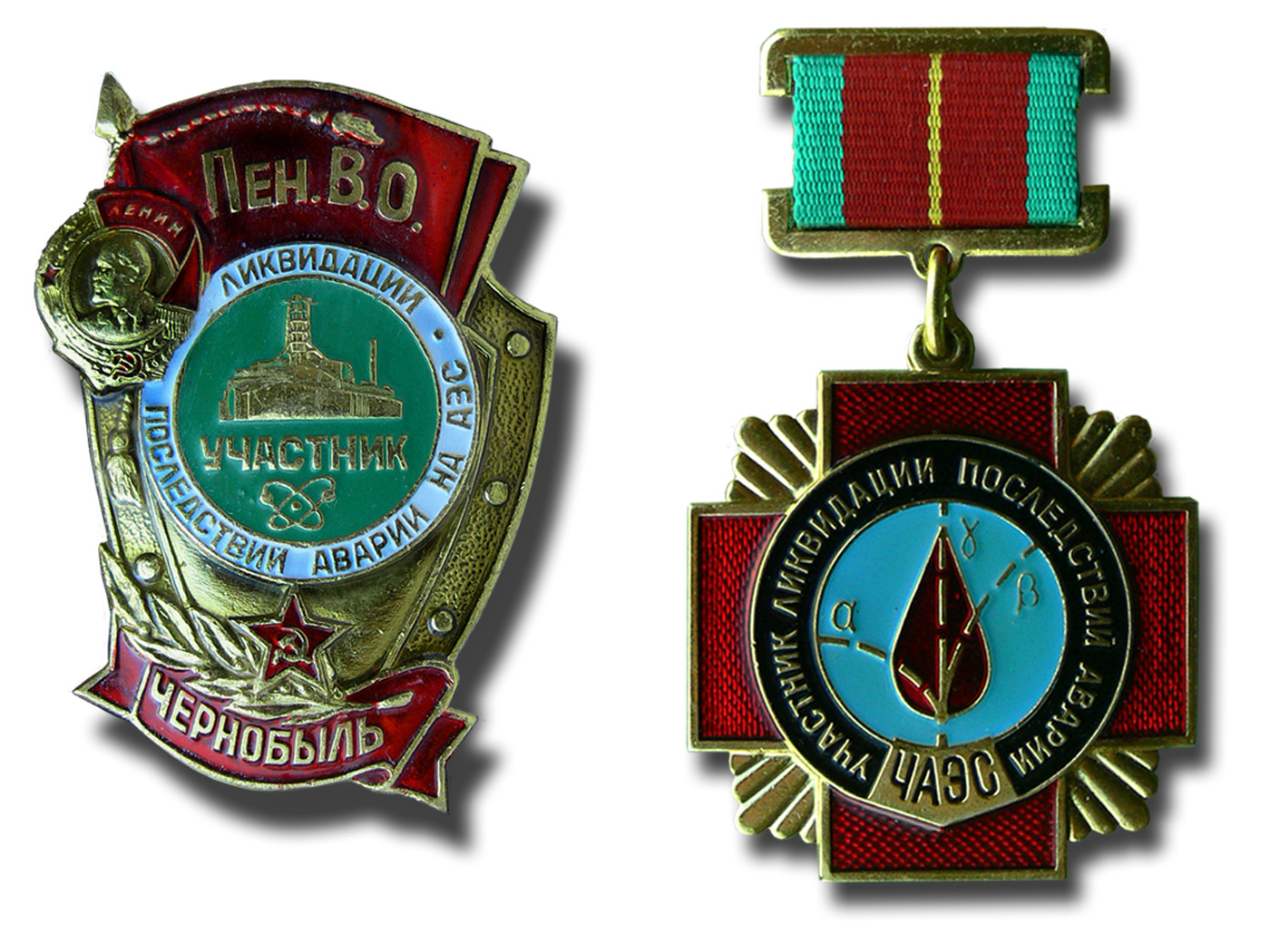
Medaglia commemorativa dei liquidatori

I liquidatori (in russo ликвидаторы?, likvidatory; in ucraino ликвідатори?, lykvidatory; in bielorusso ліквідатары?, likvidatary) sono i lavoratori che operarono al recupero della zona negli anni 1986-1987, con un prosieguo delle attività fino al 1990; i loro compiti furono la decontaminazione dell'edificio e del sito del reattore, delle strade nonché la costruzione del sarcofago. In base a leggi promulgate in Bielorussia, Russia e Ucraina, 600.000 persone fra militari e civili ricevettero speciali certificati che confermavano il loro status di "liquidatori". Altre stime basate su registri nazionali parlano di 400.000 e altre ancora di 800.000 persone. In ogni caso, fra il totale dei liquidatori, la popolazione costituita dai 226.000 ~ 240.000 che operarono nella zona in un raggio di 30 km e negli anni 1986 e 1987 è quella che ricevette la dose di radiazioni più critica. Questa popolazione ricevette una dose media di 62 millisievert e fino a 100-110 millisievert (fra i militari). Il resto entrò nella zona per residue operazioni di bonifica due anni dopo l'incidente in presenza di un livello di radiazioni molto più basso, o lavorarono in zone oltre i 30 km. Tutti i soccorritori e i lavoratori sapevano di rischiare conseguenze sanitarie, anche perché in larga parte non erano equipaggiati di tute protettive adeguate ma solo di maschere e guanti. Per mantenere basso il livello di radiazioni assorbite furono stabilite turnazioni brevissime nei lavori. In diversi casi, tuttavia, come mostrato da alcune registrazioni tra gli elicotteristi e le centrali operative, i militari sovietici rifiutarono volontariamente l'avvicendamento, che avrebbe potuto metterli al riparo dai rischi delle radiazioni, e spesso questo accadde apertamente contravvenendo agli ordini.

### Evacuati

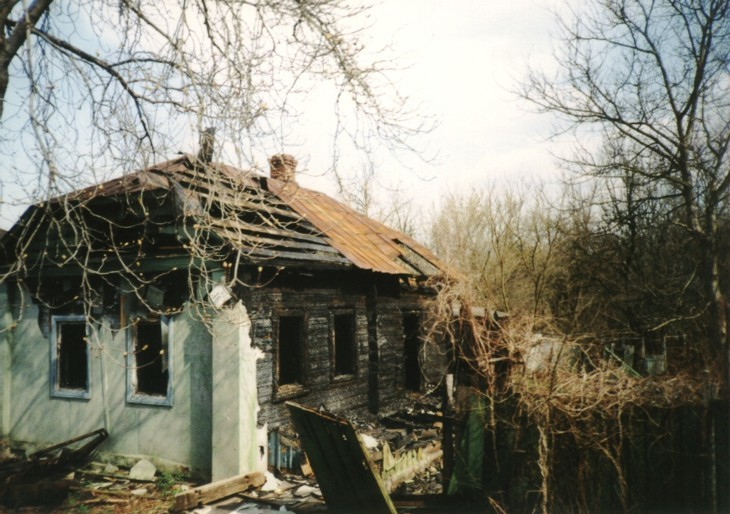
Casa nei pressi di Pryp"jat' abbandonata dopo il disastro di Černobyl'

Dalla notte del 27 aprile fino al settembre del 1986, un totale di 116.000 abitanti (inclusi tutti i 50.000 abitanti della vicina città di Pryp"jat') furono evacuati dalla zona di esclusione (contaminazione maggiore di 1480 kBq/m² ovvero 40 Ci/km² di cesio-137) e in parte anche dalla zona a stretto controllo, in un raggio di 30 km e oltre. 220 000 altri abitanti furono trasferiti altrove negli anni successivi.

### Tumori
Dopo l'incidente tra la popolazione locale è aumentata l'incidenza del tumore alla tiroide, tra i soccorritori è anche aumentata l'incidenza di cancri solidi; tuttavia, fra la popolazione civile non si è avuto un aumento di cancri non tiroidei.

### Tumori alla tiroide fra la popolazione di età 0-18 anni al 2009
I registri oncologici di Bielorussia, Russia e Ucraina, insieme a studi epidemiologici basati su altre fonti, hanno evidenziato un incremento drammatico dell'incidenza del tumore alla tiroide nella popolazione all'epoca dell'incidente in età 0-18 anni residenti nelle aree di Bielorussia, Russia e Ucraina colpite dal disastro. Fino al 2002 sono stati registrati più di 4000, fino quasi a 5000 casi di tumore alla tiroide in questa popolazione, con un incremento anche fino a 10 volte rispetto al periodo precedente il disastro. La maggior parte di questi 4000 tumori alla tiroide sono senza alcun dubbio da attribuirsi all'assunzione di iodio-131 avvenuta nei giorni immediatamente successivi al disastro. Lo iodio-131 è infatti un isotopo con tempo di dimezzamento relativamente breve di 8 giorni. La fascia di popolazione più colpita fu la più giovane a causa della maggiore assunzione quotidiana dello iodio in bambini e adolescenti, soprattutto attraverso il consumo di latte dove lo iodio-131 era presente. L'assorbimento di radiazioni conseguente fu stimato essere fino anche a 50 gray, ma con una media nelle zone contaminate di 0,03 gray fino a qualche gray. Fra l'altro, le dosi di iodio-131 alla tiroide nella popolazione infantile di Pryp"jat' fu notevolmente ridotta grazie alla somministrazione terapeutica di iodio non radioattivo. Se questa profilassi fosse stata seguita ovunque nelle aree colpite dal disastro, il numero di casi sarebbe stato notevolmente inferiore.
I tumori tiroidei infantili che sono stati diagnosticati sono per lo più carcinomi papillari di un tipo più aggressivo di quello classico. Se diagnosticati prima che raggiungano uno stadio troppo avanzato, questi tumori possono essere curati mediante intervento chirurgico, solitamente seguito da terapia specifica. La probabilità di guarigione nel tumore alla tiroide è normalmente del 90%. Ad oggi, sembra che il 99% dei casi diagnosticati nelle regioni interessate di Russia, Bielorussia e Ucraina siano stati curati con successo, la ragione di questa minore mortalità dei tumori correlati a Černobyl' è facilmente individuabile nel fatto che mentre la mortalità media è calcolata su casi diagnosticati a vari stadi di progressione della malattia, perché per scoprire un tumore alla tiroide occorrono esami che normalmente non si fanno se non a causa della presenza già rilevata di sintomi, la mortalità specifica per le zone di Černobyl' è quella su una popolazione che è stata subito controllata per questo specifico rischio (essendoci stato un incidente ed essendo nota la pericolosità dello Iodio 131) e quindi ha avuto praticamente solo diagnosi di tumori al primo stadio di progressione, e quindi ancora più facilmente curabili. Il numero totale fino al 2002 di vittime del tumore alla tiroide è di 15 morti.
Sulle stime dell'incidenza del tumore alla tiroide ci sono discordanze col rapporto ufficiale. Fonti della Clinica e Policlinico di Medicina Nucleare dell'Università di Würzburg, parlano di 15.000 casi di tumore alla tiroide in Bielorussia, Ucraina e Russia Orientale, dal 1986 ai prossimi 50 anni.

### Popolazione residente in zone a largo raggio a bassa contaminazione
I circa 5 milioni di persone residenti in zone a largo raggio a bassa contaminazione (fra 37 e 185 kBq/m² ovvero fra 1 e 5 Ci/km²) hanno ricevuto dosi di radiazioni relativamente modeste. In media 10-20 mSv su un totale di 20 anni dal 1986 fino al 2006 secondo il rapporto dell'Organizzazione Mondiale della Sanità. Da confrontare con la dose assorbita dovuta al fondo di radioattività naturale che è normalmente di 48 mSv su 20 anni (con picchi fino a 260 mSv all'anno nella città di Ramsar in Iran).
Di fatto, studi epidemiologici condotti dagli istituti superiori di sanità di Russia, Bielorussia e Ucraina e indipendentemente dall'Organizzazione Mondiale della Sanità non hanno evidenziato alcuna variazione di rilievo, rispetto al periodo precedente al disastro, del tasso di incidenza di leucemie e tumori solidi (altri che tumori alla tiroide) e del tasso di decessi per queste malattie. Non è stato cioè possibile registrare aumenti vistosi, variazioni chiaramente distinguibili da fluttuazioni casuali, dei decessi dovuti a queste patologie rispetto alla media considerata "normale" di incidenza, che è di circa il 25% di decessi nella popolazione umana.
Tuttavia, studi di Agenzie specializzate dell'ONU e le conclusioni del Chernobyl Forum arrivano a stimare in 4.000~5.000 presunti decessi aggiuntivi per tumori e leucemie sull'arco degli 80 anni successivi al disastro, da sommarsi al 25% di quei 5 milioni della popolazione presa in esame, cioè 1,2 milioni di persone che comunque morirà per malattie oncologiche per cause non legate all'incidente. Le 4.000~5.000 vittime presunte rappresentano meno dell'1% del totale, percentuale troppo piccola su un arco di 80 anni per essere chiaramente osservabile, distinguibile statisticamente rispetto a fluttuazioni casuali.
L'altro studio di Greenpeace sostiene invece che il valore di 4.000~5.000 decessi aggiuntivi è in forte sottostima.

### Sterilità, aborti, complicazioni nel parto e malformazioni congenite
A causa delle basse dosi di radiazioni (10–20 millisievert) alle quali la popolazione delle regioni intorno a Černobyl' è stata esposta, secondo il rapporto del Chernobyl Forum, non c'è nessuna evidenza e neanche alcuna probabilità di osservare una riduzione della fertilità sia in individui maschi sia nelle femmine come risultato dell'esposizione alle radiazioni. È anche fortemente improbabile che così basse dosi di radiazioni possano comportare un aumento di aborti spontanei, complicazioni nelle gravidanze e nel parto o nella salute dei neonati. Il registrato diminuito tasso di nascite sembra dovuto piuttosto alla preoccupazione di avere figli dimostrata dall'aumento di aborti volontari. Si è registrato un modesto incremento delle malformazioni congenite in Bielorussia, ma questo in modo uguale in aree contaminate e in aree a contaminazione assente, fatto questo che si spiega meglio con un'aumentata attenzione di registrazione epidemiologica piuttosto che con un effettivo aumento dovuto all'esposizione alle radiazioni.

### Effetto nel tempo dell'esposizione a basse dosi di radioisotopi
Il portale Humus dice che il professor Bandažėŭski in 240 lavori di ricerca, "dimostra l'effetto nel tempo dell'esposizione continua a piccole quantità e basse dosi di radioisotopi, soprattutto del Cesio 137 a livello miocardico", chiamata "cardiopatia da ingestione di cesio". Il veicolo di questo lento assorbimento è il cibo e Bandažėŭski segnala la pericolosità del cibo bielorusso.

### Impatto sociale
Il Chernobyl Forum così come le associazioni ambientaliste sono concordi nell'affermare che il disastro di Černobyl' ha avuto un impatto sociale enorme ed ha causato gravi problemi di salute mentale e conseguenze psicologiche persistenti sulla popolazione coinvolta. La deportazione forzata e quasi immediata di circa 300 000 persone e la rottura di tutte le relazioni sociali precostituite sono state gravemente traumatiche e hanno prodotto elevato stress, ansie, paure circa eventuali effetti sulla salute, depressione, includendo anche sintomi fisici da malattie psicosomatiche e da stress post-traumatico. La diminuzione della qualità di vita in questa popolazione, la disoccupazione e l'aumento della povertà, complicate ulteriormente dai contemporanei eventi politici legati al crollo dell'Unione Sovietica, hanno avuto come conseguenza un elevatissimo aumento dell'alcolismo, della tossicodipendenza, dei suicidi e di comportamenti contrari a ogni profilassi quali l'uso di siringhe infette e di rapporti sessuali non protetti, con conseguente aumento dei casi di epatiti e AIDS, oltre che di tubercolosi e difterite. È possibile che la grande risonanza mediatica che l'incidente ha avuto abbia favorito lo sviluppo di questo genere di disturbi psicologici nella popolazione colpita; un esempio è la pratica di inviare in visita nelle città dei paesi occidentali i cosiddetti "bambini di Černobyl", pratica proseguita anche decenni dopo l'evento, quando i "bambini di Černobyl'" erano ormai adulti (e perciò i bambini partecipanti al programma erano nati anni dopo l'incidente). Le raccomandazioni fornite nel rapporto dell'OMS vanno nel senso di cercare di ridurre questo carico psicologico sulle popolazioni coinvolte, grazie ad un rinnovato sforzo di fornire una informazione corretta sugli effettivi rischi per la salute dovuti alle radiazioni.

### Stime recenti
In tutto il 2010, secondo il Center for Russian Environmental Policy di Mosca e l'Institute of Radiation Safety di Minsk, Bielorussia, pubblicato dalla New York Academy of Sciences, il conto della mortalità totale è di 1 milione di persone. Una recensione di una rivista scientifica ha messo fortemente in dubbio le basi dello studio russo.
Secondo alcuni documenti recentemente desecretati, i livelli normali di radiazione assorbita dalla gente, sarebbero stati alterati per farli rientrare nella norma.

## Responsabilità civile e penale

### Responsabilità penale
Secondo la tesi che attribuiva la responsabilità interamente agli operatori dell'impianto, si tenne nell'agosto 1986 un processo a porte chiuse e svariati provvedimenti disciplinari a carico del personale e di alcuni dirigenti, che hanno condotto a 67 licenziamenti e 27 espulsioni dal partito comunista.
Dieci anni di lavori forzati per l'imputazione di "negligenza criminale", vennero dati a Viktor Brjuchanov, direttore della centrale nucleare e a Nikolaj Fomin, ingegnere capo, 5 anni per "abuso di potere" a Anatolij Djatlov, vicecapoingegnere e a Boris Rogožkin, capo della vigilanza notturna, 3 anni a Aleksandr Kovalenko, supervisore del reattore 4, 2 anni per Jurij Lauškin, ispettore nella centrale nucleare della compagnia Gosatomnadzor.
La tesi del 1991 invece attribuì la responsabilità interamente ai progettisti, vale a dire al capo progettista della centrale Viktor Brjuchanov e agli esecutori dei difetti strutturali eseguiti con l'avallo di V. T. Gora e del responsabile del gruppo di costruzione, Ju. L. Matveev.

### Responsabilità civile
Nelle cause civili 7 milioni di persone hanno ricevuto un risarcimento. Al 2010, il 5% al 7% della spesa pubblica in Ucraina e Bielorussia veniva speso per varie forme di risarcimento correlate a Černobyl'.
Il professor Pierre Pellerin è stato citato in giudizio da 500 persone francesi, affette da malattie ufficialmente legate alle radiazioni di Černobyl', dopo aver mangiato prodotti di latte contaminati dalla radioattività.

## Černobyl' dopo l'incidente
I problemi alla centrale di Černobyl' non finirono con il disastro avvenuto nel reattore numero 4. Il governo ucraino continuò a mantenere operativi i tre reattori rimanenti a causa della scarsità di energia elettrica nel paese. Nel 1991 divampò un incendio nel reattore numero 2; in seguito le autorità lo dichiararono danneggiato irreparabilmente e fu dismesso. Il reattore numero 1 fu decommissionato nel novembre 1996 nell'ambito di accordi stipulati tra il governo ucraino e le organizzazioni internazionali come l'AIEA. Il 15 dicembre del 2000, con una cerimonia ufficiale, il presidente ucraino Leonid Kučma premette personalmente l'interruttore per lo spegnimento del reattore numero 3, cessando definitivamente ogni attività nell'intero impianto.

### Necessità di future riparazioni
Le repubbliche di Ucraina, Bielorussia e Russia, sono tuttora gravate dagli ingenti costi di decontaminazione e le popolazioni delle aree contaminate subiscono gli effetti dell'incidente.
Il primo sarcofago non fu un contenitore permanente e duraturo per il reattore distrutto a causa della sua affrettata costruzione, spesso eseguita a distanza con l'impiego di robot industriali. Il progetto originario aveva considerato una durata massima del sarcofago di 30 anni, in quanto esso era stato previsto solo come misura di emergenza temporanea per dare il tempo di realizzare una struttura permanente.
Nonostante venissero periodicamente eseguiti dei lavori di ristrutturazione e consolidamento, l'edificio stava invecchiando. La presenza di crepe nella struttura ne stava accelerando il deterioramento permettendo le infiltrazioni di acqua. Inoltre l'edificio non venne costruito su solide fondamenta, perciò ancora oggi sprofonda lentamente nel terreno deformandosi.
Il 30 novembre 2016, a 30 anni dal disastro, è stata ultimata la costruzione del nuovo sarcofago di acciaio, con il relativo posizionamento. La nuova struttura è progettata per durare altri 100 anni.
Il 7 aprile 2020 è scoppiato il più grave incendio della foresta circostante che si sia mai registrato dal giorno del disastro nucleare.

## Il disastro nella cultura di massa

### Cinema e televisione
- The Bell of Chernobyl è un film documentario russo del 1987, realizzato a solo un anno di distanza dal disastro di Černobyl'.
- Chernobyl - Un grido dal mondo è un film televisivo del 1991, che narra le vicende della catastrofe di Černobyl' e di un medico americano, che cerca di aiutare i russi nonostante i dissensi che vigono fra le due potenze.
- Black Wind, White Land è un film documentario del 1993, basato sugli effetti postumi al disastro di Černobyl' riscontrati sui popoli di Bielorussia, Ucraina e Russia.
- Chernobyl Heart (Cuore di Černobyl') è un cortometraggio documentario del 2003, che racconta gli effetti postumi alla catastrofe dell'1986, sui i bambini che vivono in Ucraina e Bielorussia. L'opera è stata premiata come miglior cortometraggio documentario ai Premi Oscar del 2004.
- Nel 2006 esce il film documentario La battaglia di Chernobyl di Thomas Johnson.
- White Horse (Cavallo Bianco) è un cortometraggio del 2008, incentrato sul ritorno di un uomo in Ucraina, suo paese natale, vent'anni dopo il disastro di Chernobyl.
- Alcune sequenze del film Transformers 3 del 2011, sono ambientate nella centrale di Černobyl'.
- Il film horror Chernobyl Diaries - La mutazione del 2012 è ambientato nell'area contaminata della città, e ha suscitato polemiche per la scelta della zona colpita dal disastro come teatro di un'opera di genere[164].
- Il film Die Hard - Un buon giorno per morire del 2013 è ambientato in Russia e la storia verte attorno alla centrale di Černobyl'.
- La 3ª puntata della ventunesima stagione di Top Gear ha come scenario della sfida finale il sito del disastro nucleare.
- Nel 2015 esce il film documentario Il complotto di Chernobyl - The Russian Woodpecker, che narra le vicende dell'incidente di Černobyl' e i suoi possibili legami con la Duga.
- Nel 2019 l'emittente televisiva statunitense HBO produce la miniserie Chernobyl, dove vengono narrati i giorni e i mesi successivi all'incidente nucleare. La serie TV è tratta da Preghiera per Černobyl'.[165]
- Chernobyl 1986 è un film russo del 2021 diretto e interpretato da Danila Kozlovsky. Il film è incentrato su un pompiere che diventa un liquidatore durante il disastro di Chernobyl. Il film è stato distribuito in Russia il 15 aprile 2021, ed è stato successivamente ripreso nel luglio 2021 da piattaforme in streaming.

### Musica
- Il videoclip ufficiale del brano Sweet People, cantato all'Eurovision Song Contest 2010 dalla cantante ucraina Al'oša, è stato in parte girato a Pryp"jat'.
- Anche i pionieri della musica elettronica, i Kraftwerk, citano Černobyl' nel brano Radioactivity, nella versione contenuta nell'album The Mix del 1991, oggi suonata ai loro concerti. Oltre alla località ucraina teatro di uno dei più gravi incidenti nucleari vengono nominate Sellafield, Harrisburg, Hiroshima e, attualmente, anche Fukushima.
- A Pryp"jat', la città più vicina al disastro nucleare, è girata una parte del video della canzone Marooned dei Pink Floyd. Il video viene pubblicato il 30 giugno 2014 per festeggiare il 20º anniversario della pubblicazione della canzone (1994), contenuta nell'album The Division Bell.
- Nell'album Slow Dismemberment, della band trash metal Nuclear Aggressor, è presente il brano Chernoblast (dalla fusione delle parole "Chernobyl" e "blast", esplosione). Il testo racconta il disastro in chiave scientifica e drammatica.
- La copertina dell'album Escape from Heart del rapper italiano MadMan rappresenta la famosa ruota panoramica della città di Pryp"jat' dopo il disastro.
- Sognando Chernobyl è il titolo di una canzone di Adriano Celentano che parla dei danni all'ambiente ed alla società causati dall'uomo.
- Il brano Resta dei Litfiba, prima traccia dell'album 17 re, è ispirato al disastro di Černobyl'.
- Il gruppo musicale Go A per i suoi testi si ispira alla cultura dell'Ucraina e ha spesso parlato del disastro nucleare, soprattutto nel brano Šum con la quale hanno rappresentato l'Ucraina all'Eurovision Song Contest 2021, il testo parla della ripresa della natura durante la primavera e potrebbero riferirsi direttamente al disastro.[166][167]
- Il rapper e cantautore italiano Caparezza cita Pryp"jat nel brano "Come Pryp"jat'" dal suo ottavo album Exuvia.

### Videogiochi
- Chernobyl (1988) è un simulatore di centrale nucleare, in realtà non legato a quella specifica centrale.
- Il videogioco d'azione S.T.A.L.K.E.R.: Shadow of Chernobyl, con i suoi seguiti S.T.A.L.K.E.R.: Clear Sky, S.T.A.L.K.E.R.: Call of Pripyat e S.T.A.L.K.E.R. 2: Heart of Chornobyl è ambientato nella stessa zona attorno a Černobyl' dopo più di 20 anni dal disastro nucleare, ed è ispirato in parte ad esso. Il titolo del videogioco si ispira al film fantascientifico Stalker (1979), di Andrej Tarkovskij, su una zona evacuata ed interdetta della campagna russa.
- Nel videogioco di guerra Call of Duty 4: Modern Warfare, le missioni All Ghillied Up ("Mimetizzazione perfetta") e One Shot, One Kill ("Sicario infallibile") sono ambientate nell'ormai distrutta Pryp"jat'.
- Nel videogioco Warface, una campagna PVE è ambientata nei luoghi più famosi della città.[168]
- Chernobylite: il giocatore veste i panni di un fisico, ex operaio della centrale, che nel 2016 decide di indagare sul disastro nucleare di Chernobyl, 30 anni dopo la morte della sua partner.

### Libri
- La vicenda del disatro di Chernobyl è anche raccontata, in forma romanzata, nel libro  Quelle in cielo non erano stelle dell'autrice Nicoletta Bortolotti.
- Nel libro "Chernobyl. Storia di una catastrofe nucleare" scritto da Serhij Plochij, viene dettagliato il disastro ponendo particolare attenzione alle cause storiche e sociali che hanno portato al disastro.